# Philon d'Alexandrie
Vous lisez un « article de qualité » labellisé en 2019.
Pour les articles homonymes, voir Philon.
Philon d'Alexandrie (en grec : Φίλων ὁ Ἀλεξανδρεύς, Philôn ho Alexandreus, en latin : Philo Judaeus, « Philon le Juif », en hébreu : פילון האלכסנדרוני (Pylwn Hʾalksandrwny)) est un philosophe juif hellénisé qui est né à Alexandrie vers 20 av. J.-C. et mort dans cette même ville vers 45 apr. J.-C. Contemporain des débuts de l'ère chrétienne, il vit à Alexandrie, qui est alors le grand centre intellectuel de la Méditerranée. La ville compte une forte communauté juive dont Philon est un des représentants auprès des autorités romaines. Son œuvre abondante est principalement apologétique, entendant démontrer la parfaite adéquation entre la foi juive et la philosophie hellénique.
Dans son œuvre, Philon interprète la Bible à travers la philosophie grecque principalement à l'aide de Platon et des stoïciens. Il en résultera dans les siècles qui suivront non pas une soumission de la théologie à la philosophie, mais au contraire de la philosophie aux Écritures. Si la pensée de Philon imprègne les Pères de l'Église, dont Origène, Ambroise de Milan et Augustin d'Hippone, son influence est faible sur la tradition juive, notamment sur la tradition rabbinique qui prendra naissance un ou deux siècles après sa mort. Cela tient pour partie au fait qu'il utilise la Septante (Bible traduite en grec) plutôt qu'une Bible en hébreu, et pour partie au fait qu'il interprète la Torah de façon allégorique. Son œuvre donne aussi des indications sur des mouvements religieux aujourd'hui disparus comme les Thérapeutes d'Alexandrie.
Philon est le premier à avoir pensé Dieu en architecte de l'univers : de même dans le Timée de Platon le démiurge est un artisan, alors que chez Aristote le monde est incréé. Dieu étant transcendant, son œuvre accorde une grande importance à la providence divine et à la grâce, reconnaissant que le monde appartient à Dieu et non aux hommes. Ainsi, si les êtres humains peuvent avoir une certaine parenté spirituelle avec Dieu, ils ne sont pas au même rang que lui. Croire l'inverse serait succomber au mal. Dieu agit au moyen des puissances divines : celle qui crée, celle qui ordonne, celle qui interdit, la compassion ou la miséricorde et enfin la puissance royale ou souveraine. Pour Philon, il existe deux sortes d'anges : ceux qui ont aidé Dieu à créer le monde et ceux qui assistent les hommes dans leur ascension vers Dieu.
Dans son éthique, Philon distingue les passions mauvaises (désir, peur, tristesse et plaisir) des bonnes (joie, précaution et vouloir). Il compare aux quatre fleuves du paradis les quatre vertus que sont la prudence (ou contrôle de soi), la tempérance, le courage et la justice. Les êtres vertueux sont un bienfait pour ceux qui les entourent et ils trouvent leur propre récompense dans l'action juste et vertueuse. Les êtres humains ne sont toutefois pas naturellement vertueux et ont besoin de lois adaptées, dérivées de la loi naturelle, pour vivre ensemble tant bien que mal. Dès lors, tout en soutenant, à la suite des stoïciens, que les hommes appartiennent à une communauté naturelle, il estime que celle-ci doit être divisée en nations pour être viable.
Si pour Philon la démocratie est la meilleure forme de gouvernement, il la considère comme étant toujours menacée, soit par un excès de liberté, soit par la faiblesse des dirigeants. Aussi insiste-t-il sur le fait que ces derniers doivent être sages et soucieux de justice et d'égalité. Enfin, tout en reconnaissant la nécessité de la politique, il montre une certaine méfiance envers les personnages politiques symbolisés par la personne de Joseph (fils de Jacob) envers qui il a des sentiments ambivalents. L'œuvre de Philon sera redécouverte aux XVIe et XVIIe siècles et traduite ou citée par d'éminents juristes, tels Guillaume Budé et Cardin Lebret, dont l'œuvre influera sur la pensée française de l'État et la notion de souveraineté développée durant cette période.

## Philon et Alexandrie

### Éléments biographiques

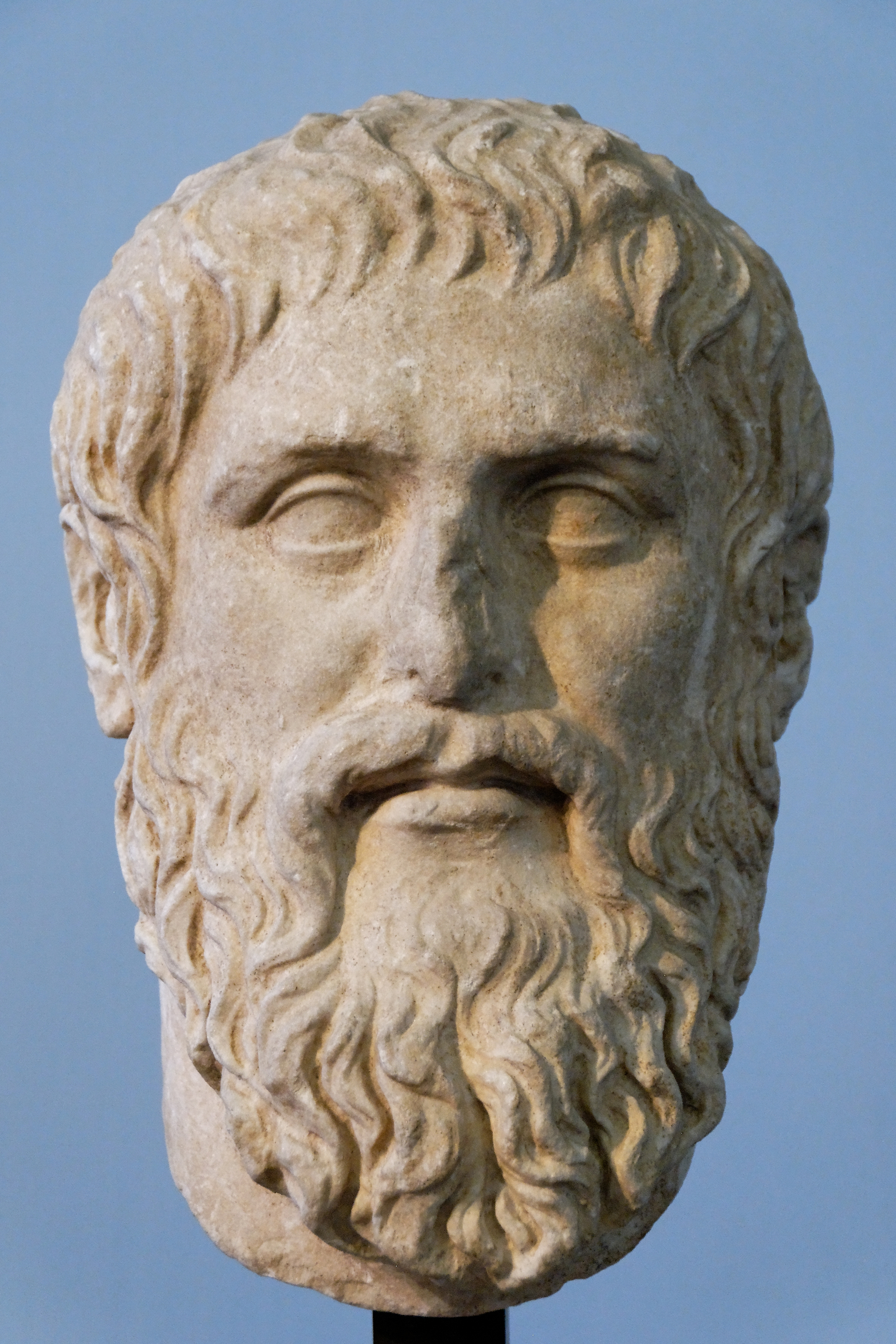
Copie du portrait de Platon, un des inspirateurs de Philon, réalisé par Silanion vers -370.

Philon appartient à une famille fortunée d'Alexandrie : son frère Alexandre Lysimaque occupe le poste d'alabarque, c'est-à-dire de responsable des douanes ; très riche et proche d'Antonia Minor, la fille de Marc Antoine, celui-ci vit dans un luxe que son philosophe de frère désapprouve. Philon est marié à une femme vertueuse mais on ignore s'ils ont eu des enfants. Il a fait de solides études, mais on ignore s'il a fréquenté les écoles grecques ou s'il a reçu une éducation dans un petit établissement privé ou encore dans une école proche de la synagogue. On suppose qu'il a étudié la philosophie en assistant « aux conférences publiques du Musée » et en fréquentant la bibliothèque d'Alexandrie. Ses goûts le poussent plus vers Platon et les présocratiques que vers Aristote et la Nouvelle Académie. Les descriptions de pugilat, d'épreuves de pentathlon, de concours de pancrace ou de courses de chars qui jalonnent ses écrits montrent qu'il aime le sport, tout comme il apprécie les représentations théâtrales et les lectures publiques.
Comme il a écrit son œuvre en grec, les historiens se sont interrogés sur son niveau de maîtrise de la langue hébraïque. Ernest Renan l'estime faible, mais le débat n'est pas clos. Philon, pour reprendre les mots de Mireille Hadas-Lebel, vit « dans une grande cité grecque apud Aegyptum, en marge de l'Égypte », où les Grecs et les Judéens vivent en diaspora, c'est-à-dire gardent des liens forts avec leurs cités ou leurs provinces d'origine (Macédoine, Crète, Judée, etc.). Si un traité, dont l'authenticité est discutée, semble indiquer que Philon a fait un pèlerinage à Jérusalem, sa fréquentation de la synagogue est en revanche solidement attestée. Cependant Philon partageait l'opinion de la majeure partie des juifs d'Alexandrie, qui « étaient […] convaincus de la supériorité de la civilisation grecque », bien qu'ils « s'expliquassent mal le polythéisme avec lequel elle se conciliait ». Dans ses écrits, il oppose parfois les fictions mythologiques des dieux grecs à la vérité de la Bible.
Ses écrits semblent montrer qu'il n'exerce pas de métier pour vivre et qu'il se consacre uniquement aux études, même si, selon Mireille Hadas-Lebel, « la rédaction de son œuvre ne s'étend probablement pas sur une longue période de sa vie », vraisemblablement à l'approche de la vieillesse.

### Alexandrie au temps de Philon

Plan d'Alexandrie à l'époque hellénistique. Le Musée était situé au no 9.

Fondée par Alexandre le Grand, Alexandrie représente pendant les trois premiers siècles de son existence « ce que la civilisation méditerranéenne [a] de plus brillant ». Son architecte Dinocrate de Rhodes l'a conçue selon un plan hippodamien avec des rues à angle droit, adopté d'abord lors de la reconstruction de Milet, puis lors de la construction de la ville du Pirée au Ve siècle av. J.-C. par Hippodamos de Milet. Selon R. Martin, « sa division mathématique répondait aux divisions mathématiques et logiques dans lesquelles ces philosophes-architectes cherchaient à enfermer leur société idéale ». Après sa fondation, la ville devient « le foyer d'une nouvelle civilisation alliant la Grèce et l'Orient ». La cité est divisée en cinq quartiers, dont deux sont occupés majoritairement, voire exclusivement, par des Juifs. La ville comporte trois types de population, correspondant à trois religions différentes. Les Égyptiens pratiquent le culte d'Isis et de Sérapis, les Grecs vénèrent les dieux de l'Olympe, tandis que les Juifs, qui représentent au temps de Philon environ un tiers de la population, adorent le Dieu d'Abraham. Ces trois religions donnent naissance à un certain syncrétisme observable notamment dans les nécropoles.
La ville possède deux ports. L'un, sur le lac Mareotis, draine les marchandises venant par le Nil et les canaux d'Égypte, d'Afrique ou même d'Asie. L'autre, le port maritime, est destiné surtout à l'exportation des marchandises à travers la Méditerranée : Alexandrie exporte des papyrus, des étoffes, des vases et du blé. Un quart du ravitaillement de Rome vient d'Égypte.

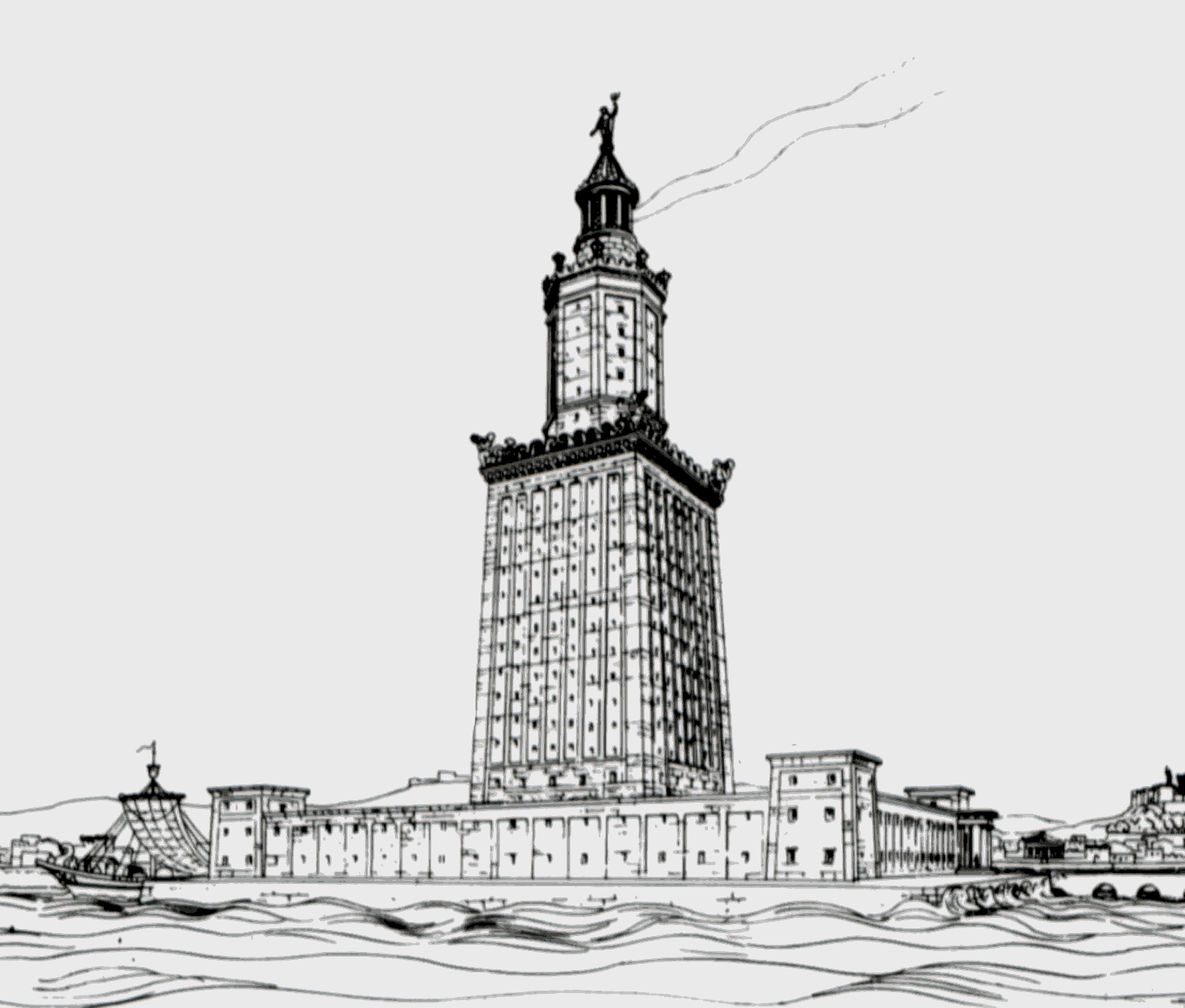
Phare d'Alexandrie, dessin de l'archéologue Hermann Thiersch (1909).

Alexandrie compte alors des monuments célèbres comme le Phare, une des Sept Merveilles du monde antique, et la non moins célèbre bibliothèque, créée à l'initiative de Ptolémée (vers 368 à 283 av. J.-C.), un roi qui a voulu faire de la cité la capitale culturelle du monde hellénistique en lieu et place d'Athènes. En 288 avant notre ère, à l'instigation de Démétrios de Phalère, ancien tyran d'Athènes (317 à 307 av. J.-C.), il fait construire le Museîon, (le « Palais des Muses »), abritant une université, une académie et la bibliothèque. Cette dernière contenait 400 000 volumes à ses débuts, et jusqu'à 700 000 au temps de Jules César,. Située dans le quartier du Bruchium près des palais royaux (basileia), Épiphane de Salamine la place au Broucheion. La constitution du fonds s'opère essentiellement par achat, mais également par saisie. Ptolémée aurait demandé à tous les navires qui faisaient escale à Alexandrie de permettre que les livres contenus à bord soient recopiés et traduits ; la copie était remise au navire, et l'original conservé par la bibliothèque.
Alexandrie devient vite un centre intellectuel de première importance dans les domaines de la science et de la philosophie, tandis que la littérature est un peu laissée de côté. L'helléniste Alexis Pierron note à ce propos que « la littérature proprement dite végéta tristement dans cette atmosphère de science et d'érudition et ne donna que des fruits sans sève ni saveur ». Les savants disposent d'un lieu de réunion appelé le Musée, nommé ainsi en souvenir du Mouseion, la colline des Muses d'Athènes, où l'école de Pythagore avait élu domicile. Strabon décrit ainsi l'institution : « Le Musée fait partie du palais des rois, il renferme une promenade, un lieu garni de sièges pour les conférences et une grande salle où les savants qui composent le Musée prennent en commun leur repas. Cette société a des revenus communs, elle a pour directeur un prêtre, nommé autrefois par les rois, maintenant par l'empereur ». Parmi les savants et chercheurs ayant résidé au Musée ou ayant établi leur résidence à Alexandrie, figurent notamment Euclide, Archimède de Syracuse, Nicomaque de Gérase (fondateur de l'arithmétique), Apollonios de Perga (géométrie), Aristarque de Samos, Hipparque de Nicée et Claude Ptolémée. Les deux fondateurs de l'école hérophiléenne de médecine, Hérophile et Érasistrate de Céos, sont aussi passés par Alexandrie. Le Musée a connu également une école philologique de premier rang avec Zénodote, Aristophane de Byzance et Aristarque de Samothrace. La philosophie a toujours été très présente avec notamment Théophraste et Straton de Lampsaque, qui ont séjourné au Musée. Toutefois, si, dès le départ, toutes les écoles philosophiques ont été présentes à Athènes, l'école de philosophie alexandrine est postérieure à Philon, qui en est en quelque sorte « le précurseur ».

### Les engagements politiques et communautaires de Philon

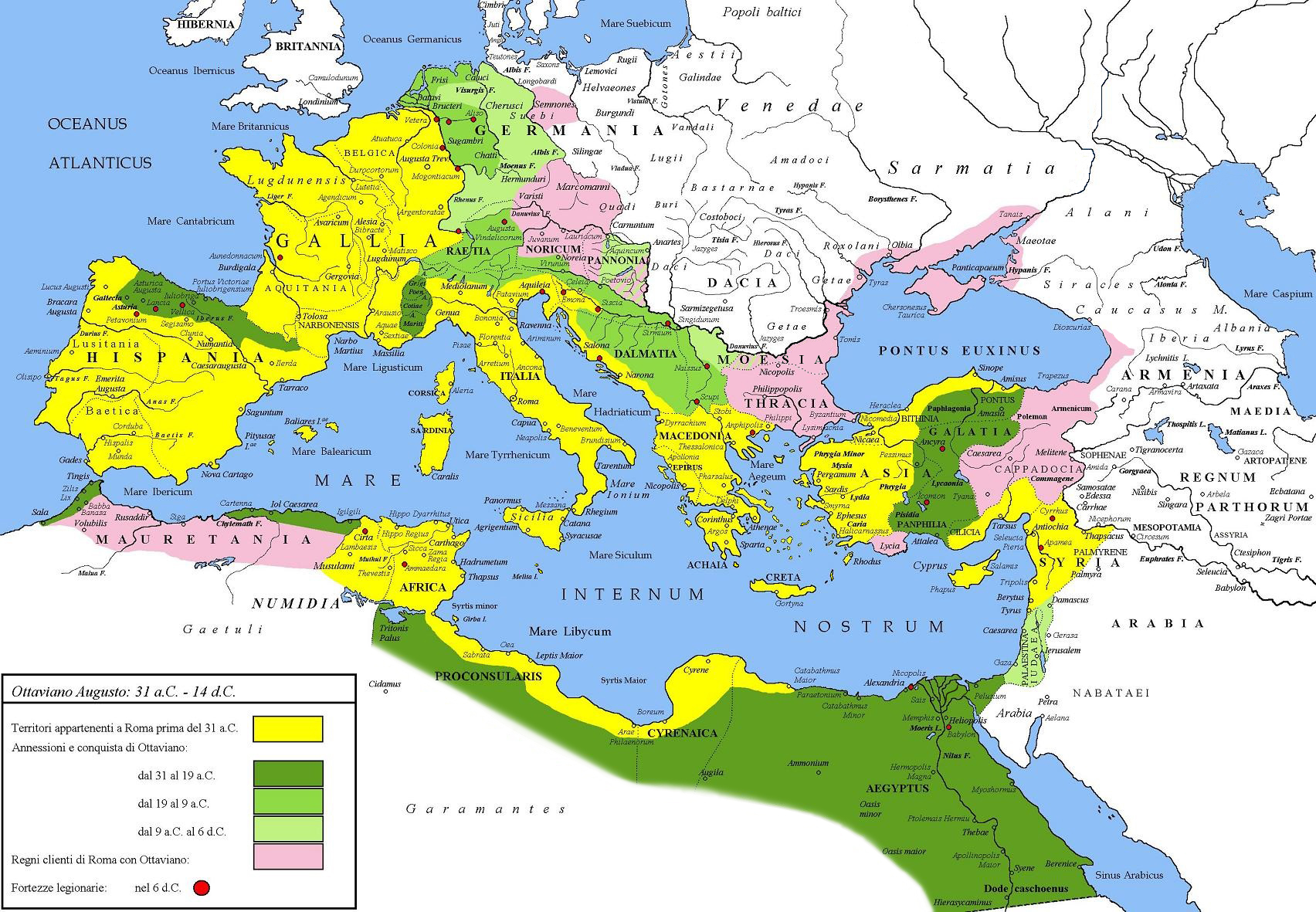
Carte de l'Empire romain sous Auguste, avec les territoires annexés entre 31 av. J.-C. et 6 apr. J.-C..

Philon naît en 20 av. J.-C., dix ans après qu'Alexandrie est devenue une province romaine. Si ce changement de statut n'a guère eu d'effet sur le plan culturel, il introduit de profonds changements sociaux et politiques. Les Grecs se voient accorder la possibilité de devenir citoyens romains, mais ils doivent rompre les liens avec leur cité d'origine. Les Juifs, que les Romains considèrent comme plus proches des Égyptiens que des Grecs, sont contraints de payer l'impôt de la laographica, obligation qu'ils jugent dégradante. Plus généralement le statut qui à l'époque des Lagides leur permettait de former « un politeuma, une communauté […] jouissant de privilèges spécifiques, directement subordonnée au gouvernement plutôt qu'à la cité » est remis en cause. Le titre d'ethnarque — chef de la communauté — est supprimé en l'an 10 ou 11 apr. J.-C., tandis que l'autorité du conseil des anciens est renforcée. Par ailleurs, l'accès à l'administration et à l'armée devient plus difficile pour les Juifs, car ces postes sont désormais réservés aux Romains. Parallèlement, la tension entre les Juifs et les Égyptiens s'accroît,. C'est dans ce contexte que Philon s'engage politiquement dans la vie de la cité, notamment par son écrit intitulé In Flaccum (contre Flaccus).
Flaccus, préfet d'Égypte sous Tibère, perd ses soutiens à Rome quand l'empereur meurt en 37 apr. J.-C. et que Caligula lui succède. Pour se maintenir, il cherche en compensation à se concilier la cité d'Alexandrie en cédant aux éléments les plus antijuifs, devenant par là, selon Philon, leur sujet. Finalement Flaccus, qui n'arrive pas à maintenir l'ordre, est destitué. Durant cette période, la communauté juive souffre et se voit notamment reprocher ses interdits alimentaires. En 39, Philon est choisi avec trois autres notables pour défendre « le droit de cité des Juifs à Alexandrie ». Il doit faire face à une autre délégation conduite par Apion, un Égyptien hellénisé qui défend le point de vue des Grecs. C'est à cette occasion que Philon écrit le Legatio ad Gaium. La délégation juive a du mal à rencontrer Caligula, et quand elle le rencontre, celui-ci déclare vouloir faire élever une statue de lui en Jupiter dans le temple de Jérusalem, ce qui sème la désolation parmi la délégation. Finalement, ce projet ne se réalise pas grâce à l'intervention d'Agrippa Ier et à la mort de Caligula. Philon attribue à la providence la fin heureuse de ces deux affaires.
La rencontre avec Caligula donne à Philon l'occasion de méditer sur la nature de la tyrannie. Il estime qu'elle n'est pas comme chez Platon une dégénérescence de la démocratie mais qu'elle vient de personnes portées par nature à la tyrannie, tendance qui est renforcée par l'impunité et par la faiblesse de ceux qui devraient y mettre un terme. Selon lui, la volonté des empereurs d'être considérés comme des dieux est liée au fait que chez les Grecs, le roi est le « berger des peuples ». Il souligne que la croyance en un seul Dieu protège les Juifs de cette tentation. Parlant de Caligula, Philon écrit :

« Il ne voyait d'un mauvais œil que les Juifs, précisément parce qu'ils étaient les seuls à montrer des dispositions contraires, instruits qu'ils ont été dès les langes, peut-on dire, par parents, maîtres, précepteurs, et plus encore par les saintes lois, voire aussi par les traditions non écrites, à croire en un seul Dieu, qui est le père et l'auteur de l'univers. (Legat, 115) »

## Philon le commentateur biblique

### Philon et laSeptante

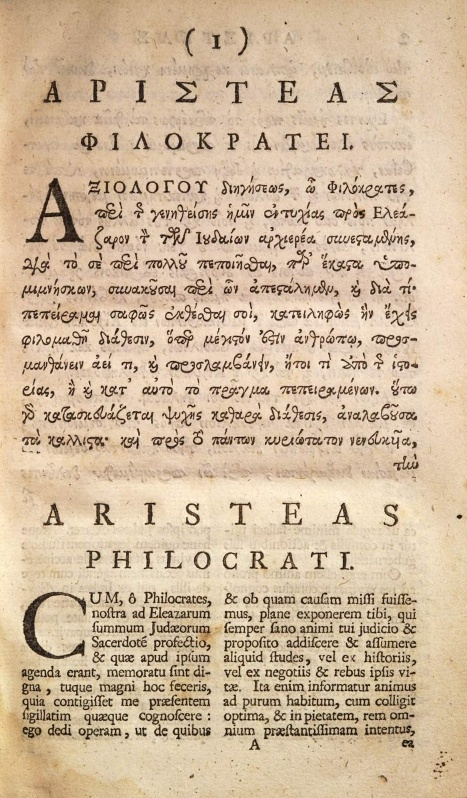
Lettre d'Aristée, édition bilingue gréco-latine d'Oxford de 1692.

Selon une tradition rapportée dans la Lettre d'Aristée (IIe siècle av. J.-C.), un pseudépigraphe relatant de manière légendaire la traduction en grec de la Bible, celle-ci aurait été réalisée par 72 (septante-deux) traducteurs à Alexandrie, vers 270 av. J.-C., à la demande de Ptolémée II. Philon, et après lui Augustin d'Hippone dans son livre La Cité de Dieu, prêtent foi à cette thèse. Cette traduction ne concerne toutefois pas l'ensemble du texte biblique, mais seulement « ce que les Juifs d'Alexandrie appelaient ho nomos / ὁ νόμος (la loi, ou de préférence, au pluriel hoi nomoi / οἱ νόμοι, les lois, c'est-à-dire les cinq premiers livres de la Torah, connus sous le nom grec de Pentateuque / ἡ Πεντάτευχος. ». Alors que, dans la lettre d'Aristée, le rôle de la providence divine est discret et se limite au fait que les soixante-douze traducteurs finissent la traduction en soixante-douze jours, Philon accentue le caractère divin de cette traduction en précisant que les traducteurs vivaient dans l'île de Pharos, à l'abri des vices de la ville, et qu'ils avaient demandé l'aide divine avant de se mettre au travail. Dans un écrit sur Moïse (II, 37), il va encore plus loin, affirmant que les traducteurs « prophétisèrent, comme si Dieu avait pris possession de leur esprit, non pas chacun avec des mots différents mais tous avec les mêmes mots et les mêmes tournures, chacun comme sous la dictée d'un invisible souffleur ». Par conséquent, pour lui, la version grecque est aussi incontestable que la version hébraïque, ayant également un caractère sacré. Il soutient de plus que « toutes les fois que des Chaldéens sachant le grec ou des Grecs sachant le chaldéen se trouvent simultanément devant les deux versions, la chaldéenne et sa traduction, ils les considèrent avec admiration et les respectent comme deux sœurs ou mieux comme une seule et même œuvre ». Les Juifs d'Alexandrie semblent avoir partagé cette opinion en fêtant chaque année l'anniversaire de la traduction sur l'île de Pharos, au cours de festivités auxquelles participaient aussi des Alexandrins non juifs.

### Présentation générale des commentaires de Philon
Les commentaires de Philon portent essentiellement sur les cinq livres de la Torah ou, comme il lit la Bible en grec, du Pentateuque : c'est-à-dire la Genèse, le Livre de l'Exode, le Deutéronome, le Lévitique et le Livre des Nombres. Un groupe de chercheurs du CNRS a publié dans Biblia Patristica, en 1982, une étude faisant le point sur les textes que cite Philon dans ses commentaires. Le livre de la Genèse est le plus cité (cinquante-huit colonnes) avant l'Exode (28 colonnes), le Deutéronome (13 colonnes et demie), le Lévitique (12 colonnes) et les Nombres (9 colonnes). Les autres écrits bibliques n'occupent que trois colonnes. Philon, à l'instar de toute une tradition hébraïque, attribue le Pentateuque à Moïse. Ce qui l'intéresse dans ces livres, ce n'est pas l'histoire qu'ils contiennent (pour Hadas-Lebel, la pensée de Philon est anhistorique), mais ce qu'ils disent du rapport entre Dieu et les êtres humains. Mireille Hadas-Lebel soutient que Philon a d'abord écrit ses commentaires bibliques en fonction des questions que se posaient les Juifs de cette époque. Il s'agirait d'homélies synagogales, qui auraient été mises par écrit sous une forme plus élaborée, plus écrite.
Royse, dans The Cambridge Companion to Philo, distingue les ouvrages reposant sur la technique « questions-réponses », les commentaires allégoriques et les ouvrages servant à l'exposition des lois.
| Type d'interprétation          | Traités |
| ------------------------------ | --- |
| 1. Questions réponses          | Quaestiones et solutiones in Genesim et in Exodum (ces travaux ont été pour partie perdus, et ne nous sont connus que par une traduction en arménien). |
| 2. Interprétation allégorique. | Legum Allegoriae (Allégorie des lois), De Cherubim (Les chérubins), De Sacrifiis Abelis et Caini (Les sacrifices d'Abel et Caïn), Quod deterius potiori insidiari soleat (Le pire a coutume de tendre un piège au meilleur), De posteritate Caini (La postérité de Caïn), De Gigantibus (Les géants), Quod Deus sit immutabilis (Dieu est immuable), De Agricultura (La culture du sol), De plantatione (La plantation), De ebrietate (de l'ébriété de Noé), De sobrietate (retour de Noé à la sobriété), De confusione linguarum (La confusion des langues), De migratione Abrahami (l'émigration d'Abraham), Quis rerum divinarum heres sit (Qui sera l'héritier des biens divins), De congressu eruditonis gratia (Le congrès en vue de l'instruction), De Fuga et inventione (La fuite et la découverte), De mutatione nominum (le changement de nom). |
| 3. L'exposition de la Loi .    | De Opificio Mundi, De somniis (Les songes), De Abrahamo : (traité de Enosh, Hénoch, Noé, Abraham, Isaac et Jacob, des hommes qui ont observé la loi divine avant Moïse), De Josepho, De vita Mosis (La vie de Moïse), De Decalogo (Le Décalogue), De specialibus legibus (les lois spécifiques), De virtutibus (Les vertus), De praemiis et poenis (Récompenses et châtiments). |

Dans le Tractatus Coisliniamis, un Grec s'inspirant d'Aristote distingue les écrits mimétiques (la poésie) des écrits non mimétiques, qui se subdivisent en trois : les écrits historiques, les écrits moralement instructifs et les écrits théoriques. Selon Kamesar, il existe une correspondance entre les genres non mimétiques décrits dans le Tractatus et « les genres du Pentateuque décrits par Philon : le genre cosmologique de Philon correspondant à celui appelé théorique du Tractatus, le genre historique/généalogique correspondant à l'historique, et le genre législatif au moralement instructif ». L'œuvre de Philon en tant que commentateur de la Bible a fait l'objet de classements divers. On peut distinguer les écrits où domine l'exégèse, de ceux qui recourent à l'interprétation allégorique. Dans cette veine, Mireille Hadas-Lebel classe les commentaires en trois grands pôles : ceux qui portent sur la création du monde, ceux qui sont axés sur la succession des générations jusqu'à Moïse et ceux qui traitent des lois.

### Philon et l'exégèse

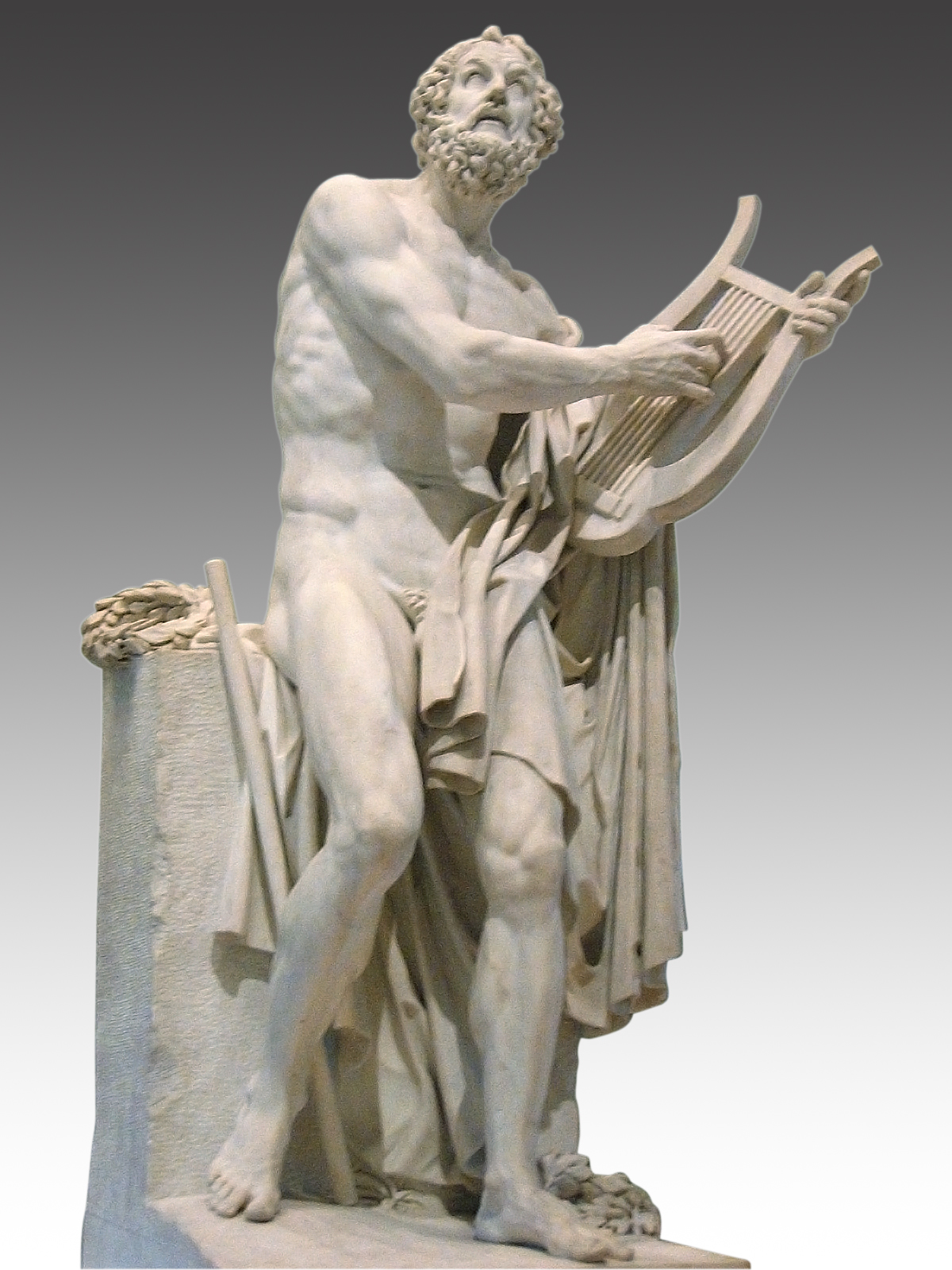
Homère (1812), par Philippe-Laurent Roland, musée du Louvre.

Selon Photios Ier de Constantinople, Philon serait à l'origine de l'interprétation allégorique de la Bible adoptée par les chrétiens. Théodore de Mopsueste considère Philon comme le maître d'Origène pour l'interprétation allégorique. Toutefois, selon lui, le Père de l'Église va plus loin dans ce domaine que Philon, qui reste attaché malgré tout au sens du texte.
À l'époque hellénistique, les Juifs sont à la fois influencés et stimulés par l'exégèse que font les Grecs des textes d'Homère. Or, ces textes grecs, qui renvoient à des mythes, et ne sont pas didactiques, alors que, pour lui, la Bible n'est pas un texte qui relève du mythe, mais constitue la parole de Dieu. Pour surmonter cet obstacle, Philon procède à un double mouvement, distinguant un sens littéral, qu'il compare parfois au corps d'un individu, et un sens allégorique, qu'il associe à l'esprit. Tout en reconnaissant que la méthode allégorique de Philon est ingénieuse, certains commentateurs en déplorent le côté « capricieux », voire la « perversité » occasionnelle.
On ne peut toutefois recourir à l'interprétation allégorique que lorsque le sens littéral est « bas », ou lorsque la lecture connaît des blocages dus à une ambiguïté du texte sacré ou à des absurdités intolérables pour la raison, ou encore à des problèmes d'ordre théologique. On retrouvera la même idée plus tard chez Augustin, pour qui il convient de recourir à l'exégèse allégorique pour « les passages des Écritures qui ne se réfèrent pas, dans leur sens littéral, à la rectitude éthique et à la vérité doctrinale ».
L'interprétation allégorique permet en principe d'atteindre à une vérité voilée. Ainsi, Philon fait du serpent le symbole du plaisir et soutient, dans De Opificio Mundi, que « s'il est dit que le serpent émettait un langage humain, c'est que le plaisir sait trouver mille avocats ».
Philon refuse donc de prendre au sens littéral des faits présentés comme réels dans la Bible. Il affirme par exemple que la création ne peut pas s'être faite en six jours, car les jours sont mesurés par la course du Soleil et celui-ci est une partie de la Création. De même, il rejette comme « mythique » le récit de la création d'Ève à partir d'une côte d'Adam.
Philon recourt aussi à l'explication allégorique pour « expliquer les anthropomorphismes bibliques », c'est-à-dire lorsque Dieu est présenté avec des sentiments humains. Par exemple, quand un passage du Déluge montre Dieu se repentant, Philon se refuse à croire en cette lecture car, selon lui, une telle pensée relève de l'impiété, voire de l'athéisme. Philon aime répéter les mots que l'on trouve en Nombres 23 « Dieu n'est pas comme un homme ». Comme il l'écrit dans De confusione linguarum, donner des sentiments à Dieu est le signe de notre incapacité « de sortir de nous-mêmes, … [de] ne nous faire une idée de ce qui n'a pas été créé qu'en partant de notre expérience ».
De même, le philosophe refuse de lire littéralement ce passage qui attribue à Dieu une dimension physique : « La gloire de l’Éternel reposa sur la montagne de Sinaï, et la nuée le couvrit pendant six jours. Le septième jour, l’Éternel appela Moïse du milieu de la nuée » (Exode 24). Ce récit dénote plutôt la conviction qu'avait Moïse de la présence de Dieu et la communication spirituelle qu'il a établie avec Lui.
Pour Philon, les personnages bibliques représentent des dispositions de l'âme ou de l'esprit. Il suit en cela Platon qui, dans Alcibiades (I, 130c), définit l'homme « comme rien d'autre que l'âme ». Un autre trait platonicien de l'interprétation allégorique de Philon est le haut niveau d'abstraction de ses écrits. Pour Kamesar, cela tient au fait que pour l'exégète alexandrin, les personnages de la Bible sont des sortes d'idéaux-types représentant des idées ou des formes de vertu. Dans De Vita Mosis (1.158-9), il évoque la vie de Moïse en termes de paradigmes et de types. Pour Philon, Abraham symbolise ceux qui acquièrent la vertu par l'apprentissage, Isaac celui qui l'apprend par nature et Jacob celui qui l'apprend par la pratique lors de son combat avec l'ange. Caïn de son côté représente l'amour de soi. Pour l'Alexandrin, la partie historique du Pentateuque, nous montre des individus en lutte avec leurs passions et leurs corps, tendus dans un effort pour les surmonter et atteindre à la vertu, par un mouvement de l'âme permettant à travers la purification de voir et de contempler Dieu.
Philon écrit son œuvre au moment où les pharisiens et les esséniens étudient aussi la Bible. Les historiens n'ont aucune preuve qu'ils se sont connus ni même qu'ils aient correspondu. Néanmoins, c'est à cette époque qu'à Jérusalem Hillel et Shammaï introduisent une tradition d'interprétation orale, appelée loi orale, qui donnera naissance au Talmud et au Midrash. Pour Belkin, d'une certaine façon, « Philon serait l'auteur d'un Midrash de langue grecque ». De fait, même si l'œuvre de Philon est nettement plus philosophique, on y trouve des points communs avec le Midrash, notamment dans l'importance donnée à l'étymologie, ainsi que l'attention portée aux moindres détails du texte. Les auteurs du Midrash font toutefois un usage plus restreint de l'allégorie, gardant « aux personnages bibliques leur dimension humaine ».

### Les grands traits de ses commentaires sur le Pentateuque

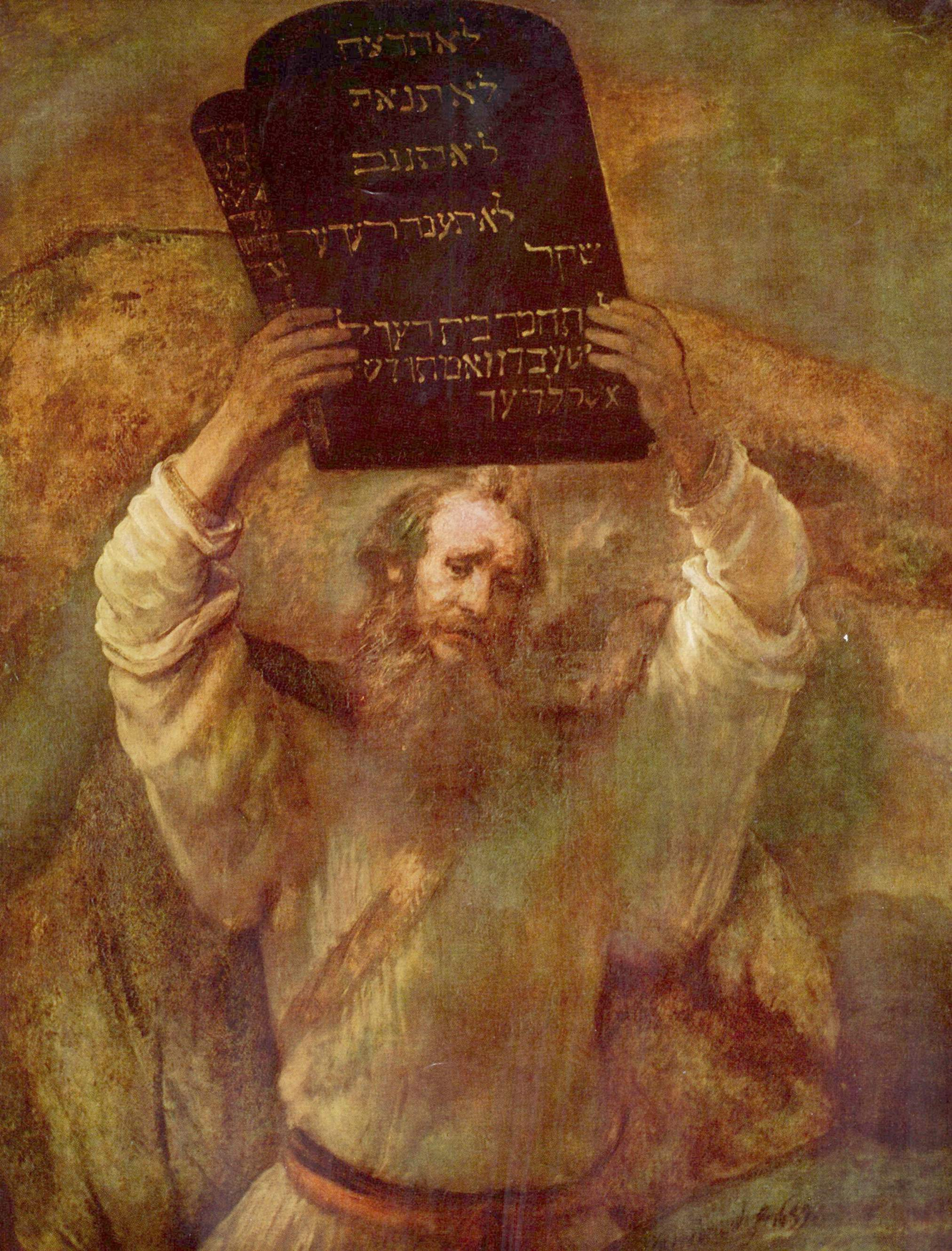
Moïse brisant les Tables de la Loi, par Rembrandt.

Dans le De Opificio Mundi, il se demande pourquoi Moïse, qu'il nomme — comme il est alors courant chez les Judéo-Grecs — ho nomothetès / ὁ νομοθέτης (Le Législateur), commence les cinq livres du Pentateuque, dits aussi les livres de la Loi, par le récit de la Genèse. Sa réponse tient au fait que « les lois étaient l'image la plus ressemblante de la constitution de l'univers (Opif.24.) ». La référence aux lois lui permet aussi d'affirmer que le texte ne relève pas de la mythologie. Selon Philon, c'est parce que Moïse a été choisi par Dieu et qu'il portait les lois « gravées dans son âme » qu'elles sont les vraies lois de la nature, celles d'un Dieu qui est à la fois créateur et législateur de l'univers. Au demeurant, si les vies des patriarches montrent bien que ceux-ci vivaient selon la loi, avant même qu'elle ne fût révélée au Sinaï, c'est qu'ils étaient, comme auraient pu le dire les stoïciens, « des lois vivantes ». Deux triades de patriarches : Énosh, Hénoch et Noé d'un côté et, Abraham, Isaac et Jacob de l'autre, amènent Philon à des développements particuliers.
Énosh est crédité de la vertu d'espérance, tandis que Hénoch, selon lui, subit « une conversion, une réforme » qui lui permet de tendre vers la perfection. Quant à Noé, il est, comme il l'écrit en Abraham.27, « aimé de Dieu et ami de la vertu ». Concernant la seconde triade, l'épisode du chêne de Mambré, où Abraham accueille trois inconnus dans le désert, peut être interprété de façon littérale et signifier l'hospitalité d'Abraham, alors que l'interprétation allégorique de Philon insiste sur le fait que les inconnus sont au nombre de trois. Selon Mireille Hadas-Lebel, pour Philon, « il y a trois personnages en un : Dieu, « celui qui est », encadré de ses deux puissances : la puissance créatrice et la puissance royale ». Lorsqu'il s'agit de punir Sodome, seuls deux anges frappent car « l'Être se tient à l'écart ». De même, seules quatre villes sur cinq sont châtiées, parce que les quatre premières représentent les sens qui poussent aux vices, alors que la cinquième représente la vue, symbole de hauteur, de philosophie. Philon est aussi intéressé par le changement de nom d'Abram en Abraham et de Saraï en Sara, qu'il interprète allégoriquement comme une progression vers la vraie sagesse.
Joseph et Moïse symbolisent pour le philosophe deux façons d'être chef. Il n'a pas une très haute opinion de Joseph. lui reprochant d'être plus tenté par le luxe et la vie sociale que par la recherche de la vérité, même si la façon dont ce dernier résiste aux charmes de la femme de Potiphar le rehausse dans son estime. Joseph, selon lui, est pris en tenaille entre le corps symbolisé par le Pharaon et l'Égypte et l'âme symbolisée par Jacob. Si Moïse, dans de Vita Mosis, tient une place spéciale, c'est parce qu'il est le protégé de Dieu, « l'interprète de Dieu », le législateur, un être à la fois humain et divin. Philon écrit ce propos :

« Était-il humain, divin ou composé des deux natures, puisqu'il n'avait rien de semblable à l'esprit des gens, mais qu'il dominait et tendait toujours à plus de grandeur ? (Mos. I, 27). »

Son interprétation des six jours de la création est marquée par la pensée de Platon, telle qu'elle est exposée dans le Timée, et comprend des éléments « pythagoriciens et/ou stoïciens ». Selon Philon, l'homme créé le sixième jour n'est pas sexué, c'est « une âme, une émanation du logos ». Le processus de la création de la femme à partir d'une côte prise à Adam dans son sommeil, soit tandis que l'intelligence de l'homme est endormie, le pousse à considérer la femme comme le symbole de la sensibilité. Si le paradis symbolise les vertus, pour Philon, l'arbre de la connaissance du bien et du mal représente celui de la prudence. Le serpent, quant à lui, symbolise le plaisir qui séduit plus les sens (la femme chez Philon) que l'intelligence. Mireille Haddas-Lebel soutient qu'il n'y a pas chez Philon de théorie du péché originel. Caïn et Abel ne représentant que deux tendances de l'homme : celle tournée vers la possession, la terre, et celle dirigée vers Dieu. Même si Caïn symbolise le mal, Philon ne mentionne jamais Satan.

### Les commentaires centrés sur le judaïsme et la loi

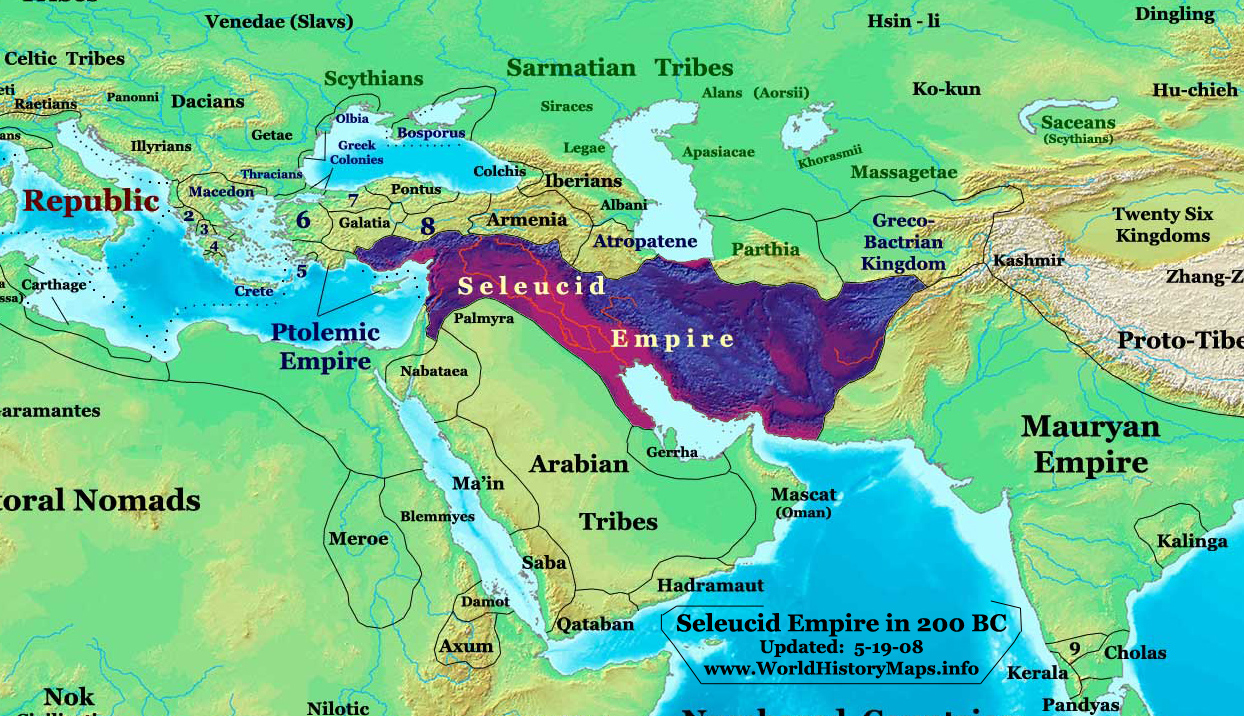
L'Empire séleucide en 200 av. J.-C. Les Juifs de Jérusalem ont été en butte avec cette puissance.

Cristina Termini, dans The Cambridge Companion to Philo, soutient que « l'excellence de la loi de Moïse est un des piliers de la pensée de Philon ». De fait, l'exégèse philonienne tend à rapprocher loi de la nature et lois de Moïse en insistant sur le caractère rationnel des commandements. Ses commentaires insistent sur les trois prescriptions distinguant les Juifs des autres populations de l'époque : la circoncision, le Shabbat et les interdits alimentaires.
D'une certaine façon, c'est parce qu'Antiochos V a banni la circoncision que celle-ci est devenue un élément central de l'identité juive. Pour Philon, la circoncision aide à prévenir les maladies et tend à rappeler que Dieu est la vraie cause de la procréation (De specialibus legibus, 1.8-11). Elle symbolise aussi l'élimination des plaisirs superflus. Enfin, elle permet d'intérioriser car « elle symbolise deux principes fondamentaux de la Torah, la répudiation du plaisir, qui est la cause majeure des erreurs morales, et la foi en Dieu, la vraie source de toute bonne chose ».
Le Shabbat célèbre la naissance du monde. La symbolique du chiffre sept est centrale pour comprendre la signification que Philon donne au Shabbat. Le chiffre sept pour lui est lié au un, et révèle quelque chose de ce qui nous unit à Dieu. Par ailleurs, il est imitation de Dieu puisqu'il rappelle que Dieu s'est reposé la septième jour. Enfin, il nous appelle à la justice et à la liberté puisque même le serviteur est libre ce jour-là, le maître devant assurer ce jour-là ses tâches quotidiennes.
Sous le règne d'Antiochos V, non seulement la circoncision a été bannie mais encore les Juifs ont été forcés de manger des nourritures considérées comme impures, ce qui, là encore, a renforcé leur détermination. Toutefois la question du caractère rationnel de ces interdits restait posée, comme le montre la lecture de la lettre d'Aristée. Philon quant à lui soutient que les lois alimentaires découlent du dixième commandement, qui interdit de convoiter la propriété d'autrui. Il interprète ce commandement dans son sens général, qui voit la convoitise ou le désir comme un ferment conduisant aux basses passions, à ce qui est faussement appelé bon. D'une certaine façon, il reprend ici les trois parties de l'âme selon Platon, qui distingue la partie rationnelle, la partie émotive ou irascible et la partie désirante. Selon Philon, Moïse le législateur veut par ces lois renforcer la vertu d'« enkrateia / ἐγκράτεια (maîtrise de soi) » nécessaire aux bonnes relations entre individus. C'est ainsi que le fait de réserver aux prêtres les premiers fruits améliore la maîtrise de soi et nous apprend à considérer les choses comme n'étant pas à notre disposition. Pour lui, le porc et les poissons sans arêtes sont doublement problématiques. En effet d'un côté, ils encouragent par leur saveur la gloutonnerie et par ailleurs, ils sont mauvais pour la santé. L'interdiction de manger des animaux carnivores et ceux qui attaquent les hommes s'explique par le fait que l'homme ne doit pas être incité à les manger par colère ou esprit de vengeance. Philon explique que si les animaux qui ruminent et qui ont le sabot fourchu, fendu en deux ongles, sont autorisés à la consommation, c'est parce que le sabot fendu nous apprend à observer et à distinguer le bien du mal, tandis que la rumination nous rappelle que l'étude suppose un long travail de mémoire et d'assimilation.

### Conception de la philosophie
La philosophie pour Philon est contemplation du monde, elle dépend de la vue qui à la fois stimule la pensée et communique avec l'âme, comme le montre le passage suivant :

« Les yeux, dès l'instant qu'ils quittent la terre, sont déjà dans le ciel aux limites de l'univers, en même temps à l'est, à l'ouest, au nord et au midi ; et quand ils y parviennent, ils forcent la pensée à se tourner vers ce qu'ils ont vu pour qu'elle le contemple. La pensée, à sa façon, est sous l'effet d'une passion; elle n'a pas de répit ; sans repos et toujours en mouvement, elle trouve dans la vue le point de départ du pouvoir qu'elle a de contempler les choses intelligibles, et en arrive à se poser des questions : ces phénomènes sont-ils incrées, ou bien ont-ils eu leur début dans une création ? Sont-ils infinis ou finis ? Y a-t-il un ou plusieurs univers ? Les quatre éléments sont-ils ceux de toutes choses, ou bien le ciel et ce qu'il contient possèdent-ils une nature à part, et se sont-ils vu attribuer une substance plus divine, et non pas la même que les autres ? D'autre part, si l'univers a été créé, par qui l'a-t-il été ? Qui est le démiurge, dans son essence et sa qualité, quelle pensée avait-il en le faisant, que fait-il maintenant, quelle existence, quelle vie a-t-il ? (Abr. 161-164) »

La vue du monde pousse à un questionnement à la fois philosophique et scientifique. Philon écrit à ce propos :

« L'exploration de ces problèmes et de problèmes similaires, comment l'appeler autrement que philosophie ? Et l'homme qui se pose ces questions, comment le désigner d'un nom plus adéquat que celui de philosophe ? Car l'enquête sur Dieu, sur le monde, sur les animaux et les plantes qui y sont contenus ensemble, sur les modèles intelligibles et leurs réalisations sensibles, sur les qualités et les défauts individuels des êtres produits, cette réflexion manifeste une âme éprise de science, passionnée par la contemplation et vraiment amoureuse de la sagesse (Spec. II, 191). »

La philosophie est à la fois sagesse et prudence. Mireille Hadas-Lebel souligne que chez Philon, « la « vraie » philosophie comprend l'une et l'autre, la « sagesse » (sophia) pour le service de Dieu, la prudence (phronésis) pour la conduite de la vie humaine (Praem.81) ». Il écrit dans le De Congressu (79) :

« Comme les sciences constituant le cycle d'éducation aident à saisir la Philosophie, de même la Philosophie aide à acquérir la Sagesse. Car la Philosophie, c'est l'étude de la Sagesse. La Sagesse, c'est la science des choses divines et humaines et de leurs causes. »

Deux voies conduisent à sagesse : la philosophie ainsi que les lois et institutions juives : « Ce que la philosophie la mieux éprouvée apprend à ses adeptes, les lois et institutions l'ont appris aux juifs : la connaissance de la Cause la plus haute et la plus ancienne de toutes, ce qui leur a épargné l'erreur de croire en des Dieux engendrés. » (De Virtute (65)).
Une question se pose alors : Philon est-il le premier à faire de la philosophie la servante des Écritures et de la théologie, une idée qui dominera en Occident jusqu'au XVIIe siècle ? Pour Harry Austryn Wolfson, la réponse est positive ; pour Mireille Hadas-Lebel, l'hypothèse mérite au moins d'être examinée car, selon elle, l'originalité fondamentale de l'œuvre de Philon vient de « l'articulation de la philosophie avec l'Écriture ».

## Philosophie et Écritures chez Philon

### Le Dieu des Écritures et le Dieu des philosophes

#### Les deux voies de la connaissance du divin

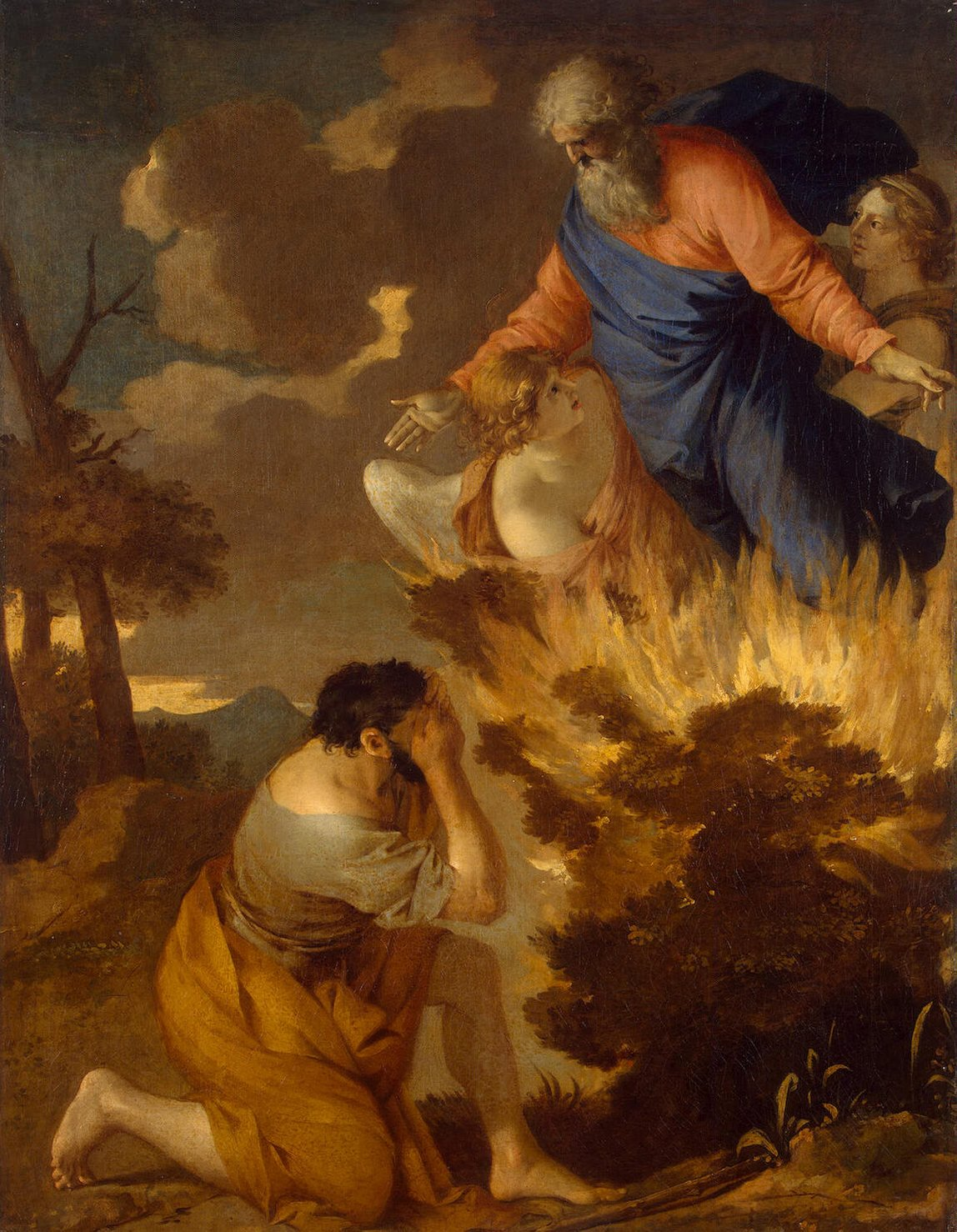
Sébastien Bourdon, Le Buisson ardent (exemple de révélation)

Pour Philon, il existe deux voies menant à la connaissance de Dieu : la philosophie abstraite et la révélation. On peut connaître Dieu à partir de l'observation du monde et du cosmos. Il écrit à ce propos : « les premiers philosophes ont cherché comment nous avons eu la notion du divin ; ensuite d'autres, qui paraissent d'excellents philosophes, ont dit que c'était d'après le monde, ses parties et ses puissances qui y résidaient que nous nous étions fait une idée de la cause [de l'existence de Dieu] ». La seconde partie de la citation fait référence aux stoïciens. Selon Philon, par la philosophie abstraite nous pouvons acquérir des connaissances proportionnées à la conversion de notre âme à Dieu. Si la connaissance abstraite de Dieu est possible, c'est qu'Il est « la source et le garant de l'intelligence humaine et d'une connaissance philosophique autonome ». Tenant pour acquise l'existence du dieu créateur, Philon considère la Bible comme une source infaillible. Aussi, quand il commente la Genèse, il s'inspire certes de Platon et des stoïciens mais change l'ordre du raisonnement. Pour lui la base est la Bible, et non la connaissance abstraite. Pour Mireille Hadas-Lebel l'originalité du philosophe alexandrin « tient à ce qu'il développe ses idées, non pour elles-mêmes, mais en relation avec un verset biblique ».

#### Un Dieu personnel ou un dieu principe abstrait
La question des deux voies de la connaissance de Dieu, par la foi ou par la raison, débouche sur la question de la nature de Dieu. Pour ceux qui ont la foi, Dieu est d'abord un Dieu personnel, intime qui les « éclaire ». Pour un philosophe comme Aristote, au contraire, Dieu est un principe abstrait, le principe qui met le monde en mouvement (le premier moteur). Sur ce point, Philon semble hésiter. D'un côté, en lien avec la transcendance absolue de Dieu, il affirme « Dieu n'est pas un homme », de l'autre, il affirme « Dieu est comme un homme ». Selon Roberto Radice, Philon semble ici s'adresser au plus grand nombre et signifier que Dieu « serait comme un homme, bien que beaucoup plus grand, en ce qui concerne sa pensée, mais qu'Il serait complètement différent concernant son aspect physique ».

### La transcendance divine

#### Les aspects de la transcendance
Le fait que même Moïse n'ait pas vu la face de Dieu, traduit pour Philon l'absolue transcendance de Dieu : Il est « Le premier objet qui est meilleur que le Bien et antérieur à la Monade. » Il est également « plus pur que l'un » et « ne saurait être contemplé par nul autre que lui-même, parce qu'il n'appartient qu'à lui de se comprendre (Praem, 40) ». Philon voit la transcendance divine comme différence radicale entre Dieu et sa création :

« Très importante est la déclaration de Moïse. Il a le courage de dire que c'est Dieu seul que je dois révérer et rien de ce qui est après Lui (Ex., XX,3) ni la terre, ni la mer, ni les fleuves, ni la réalité de l'air, ni les variations des vents et des saisons, ni les espèces des plantes et des animaux, ni le soleil, ni la lune, ni la multitude des astres qui circulent harmonieux, ni le ciel, ni le monde entier. La gloire d'une âme grande et qui sort du commun c'est d'émerger du devenir, d'en transcender les limites, pour s'attacher au seul incréé… selon les prescriptions saintes où il nous est enjoint de nous attacher à lui (Dt., XXX,20). Et quand on s'attache à Dieu et qu'on le sert sans relâche, Dieu lui-même se donne en partage. Pour promettre cela, je m'appuie sur la parole qui dit : Le Seigneur lui-même est sa part (Dt., X,9) (Congr.133-134). »

Il ressort de cette citation que l'idolâtrie consiste à voir les choses créées comme des dieux, un des thèmes fondamentaux de Philon selon Jean Daniélou. La grandeur d'Abraham vient précisément du « bienfait accordé par Dieu (Heres, 97) » qui lui permit d'abandonner « la science chaldéenne des astres qui enseignait que le monde n'est pas l'œuvre de Dieu (Heres, 97) » pour se tourner vers Dieu.
Roberto Radice insiste lui aussi sur l'importance de la transcendance divine chez Philon, qu'il relie au fait que Dieu dans la tradition juive est innommable. Cette idée que Dieu est innommable était déjà présente dans les cercles pythagoriciens du IVe siècle av. J.-C. Toutefois chez eux, elle avait un caractère négatif en relation avec l'irrationalité du monde matériel alors que chez Philon, l'absence de nom est quelque chose de positif. La thèse de l'ineffabilité de Dieu introduit à la théologie négative qui marquera quelques années plus tard les néopythagoriciens et Plotin.

#### La transcendance divine et l'homme

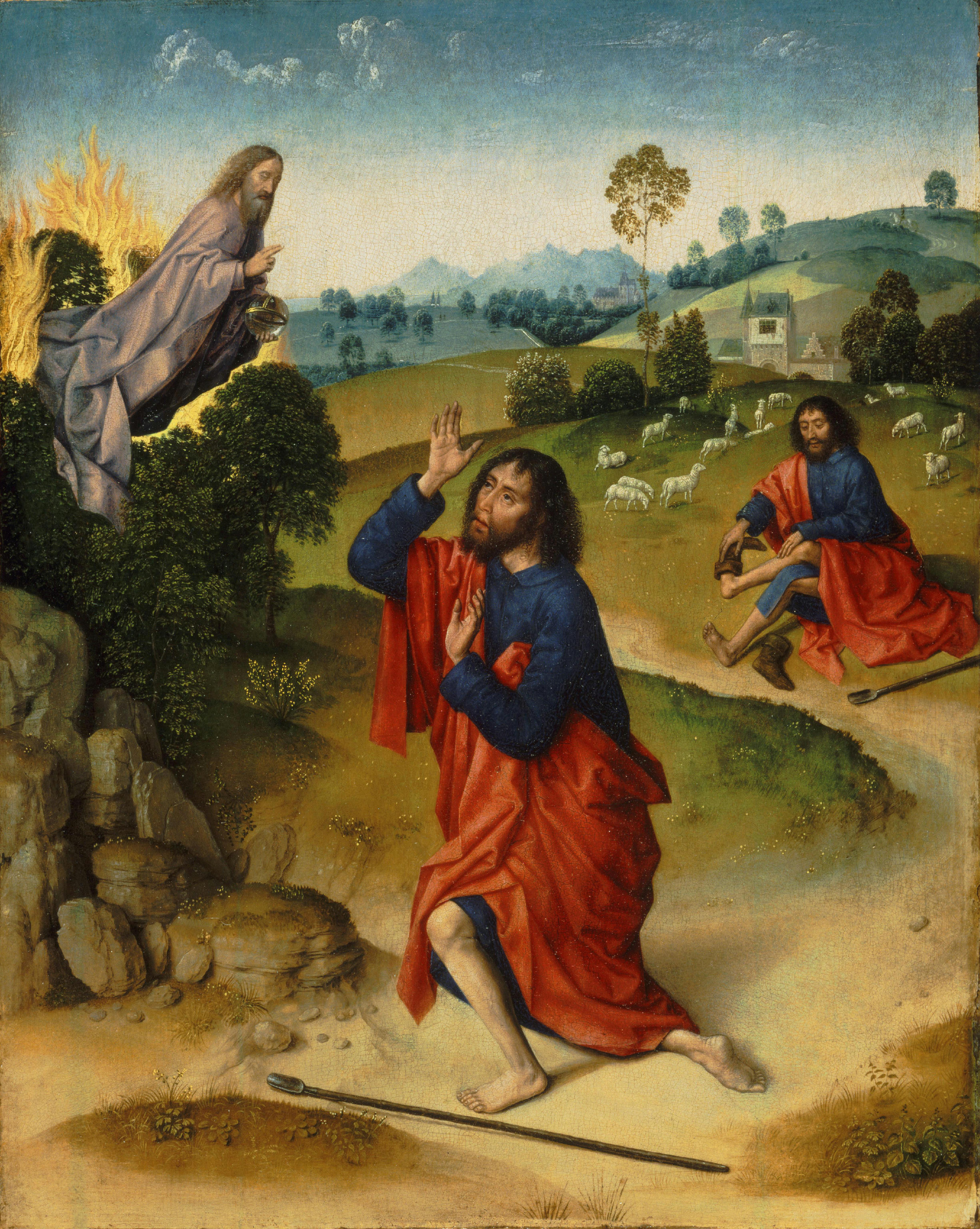
Moïse et le buisson ardent, par Dirk Bouts.

Pour Philon, l'esprit humain ne peut comprendre Dieu : « L'incréé… ne ressemble à rien parmi les choses créées, mais il les transcende si complètement que même la plus pénétrante intelligence demeure bien loin de le saisir et doit confesser son impuissance (Somn., I, 184) ». Dans ce cas, y a-t-il séparation irrémédiable entre Dieu et l'être humain ? Non, mais l'union ne tient pas à la possibilité pour l'esprit humain de concevoir Dieu. Il écrit à ce propos : « qu'y a-t-il pour l'âme de plus dangereux que de s'attribuer par jactance ce qui est à Dieu ? (Cher., 77) ». Cette doctrine de l'incompréhensibilité divine dont Philon est le premier tenant sera reprise par les pères de l'Église notamment Clément d'Alexandrie, Grégoire de Nysse et Jean Chrysostome. Toutefois, si Dieu n'est pas connaissable par l'intelligence ou par les concepts, il l'est par la grâce, par « le don que Dieu fait de lui-même » :

« Moïse désire insatiablement voir Dieu et être vu de lui, en sorte qu'il lui demande de lui montrer clairement sa réalité difficile à comprendre, pour échanger ses incertitudes contre une foi ferme. Et dans sa ferveur, il ne se relâche pas dans sa recherche, mais tout en sachant qu'il aime une chose difficile à atteindre ou mieux inaccessible il s'y efforce cependant. Il pénètre alors dans la ténèbre où Dieu se trouve, c'est-à-dire dans les notions cachées et sans forme sur l'Être. En effet, la cause n'est ni dans le temps, ni dans le lieu, mais transcende le temps et le lieu… C'est ainsi que l'âme amie de Dieu, lorsqu'elle cherche ce qu'est l'Être dans son essence, en vient à une recherche invisible et sans forme. Et c'est de là que lui advient le plus grand des biens, à savoir de comprendre que l'Être de Dieu est incompréhensible à toute créature et de voir cela même qu'il est invisible (Post., 13-15). »

### Le Logos

#### Dieu, le Logos et le monde
Concernant le Logos, Jean Daniélou soutient que de nombreuses expressions reviennent pour le désigner. Un des passages les plus marquants à cet égard est le suivant :

« Si quelqu'un n'est pas encore digne d'être nommé fils de Dieu, qu'il se hâte de se conformer à son Logos premier-né, le plus ancien des anges, en sorte qu'il est archange, et qui porte plusieurs noms : il est appelé en effet principe, nom de Dieu, Logos, homme à l'image, voyant, Israël. Ainsi, si nous ne sommes pas encore capables d'être considérés comme des fils de Dieu, du moins nous pouvons l'être de son image sans forme, le très saint Logos. Car le Logos très ancien est l'image de Dieu. »

Les spécialistes de Philon se sont interrogés sur le statut du Logos. Est-il sur le même plan que le divin ou est-il un intermédiaire entre Dieu et le monde ? Philon écrit à ce propos :

« C'est au Logos archange et très ancien que le Père qui a tout engendré a fait le don insigne de se tenir à la frontière pour séparer la création du Créateur. Il intercède sans cesse auprès de l'incorruptible pour la nature mortelle et fragile et il est envoyé par le Seigneur au serviteur. Il n'est pas inengendré comme nous, mais intermédiaire entre les extrêmes communiquant avec l'un et l'autre (Her., 205-206). »

De nos jours, la seconde solution domine. Elle est défendue tant par Jean Daniélou que par Roberto Radice, qui considère le Logos « comme un écran entre le Dieu transcendant et le monde sensible ».

#### Le Logos comme instrument de la création et de la providence divine

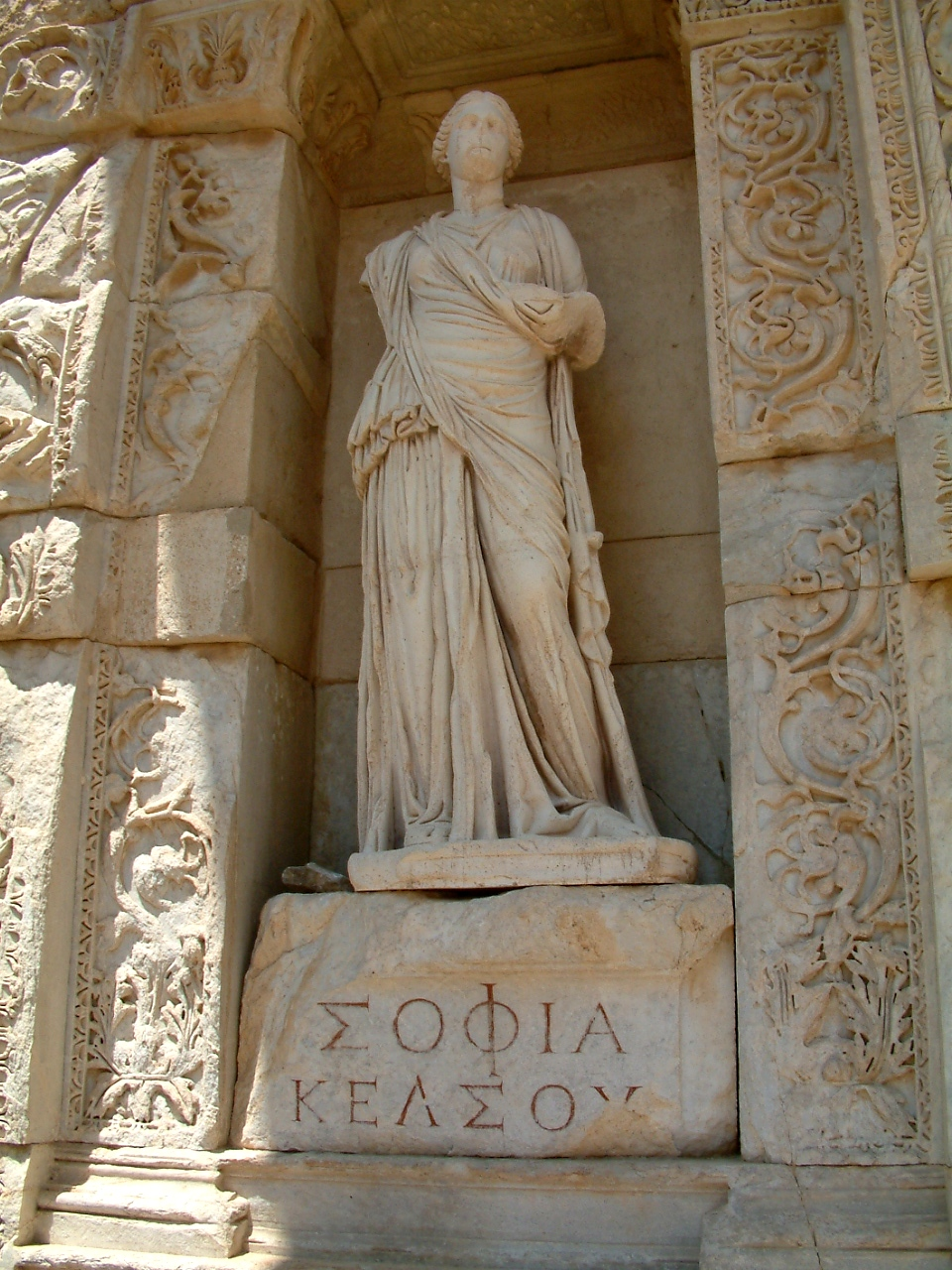
Personnification de la sagesse (« Σοφία » ou « Sophia ») à la Librairie de Celsus à Éphèse, Turquie.

Le Logos (ὁ Λόγος) est d'une certaine façon l'instrument par lequel Dieu a créé le monde : « L'Ombre de Dieu est son Logos, par lequel, comme par un instrument, il a créé le monde (Lois allégoriques) ». C'est le Logos qui conserve et gouverne l'univers : « Le Logos est le cocher des puissances, le Legôn [ὁ Λέγων], celui qui est porté et qui donne des ordres au cocher pour conduire correctement l'Univers (Fuga, 101) ». Le principe du Logos comme instrument de la Providence est énoncé notamment dans (Imm., 176) « Le Logos de Dieu parcourt le monde ; c'est lui que la plupart des hommes appellent Fortune. Il donne aux uns ce qui convient aux uns et à tous ce qui convient à tous ».

#### Le logos principe de division et d'unité
Le Logos a une fonction de discernement : « Indivisibles sont les deux réalités, celle du jugement en nous et celle du Logos au-dessus de nous, mais étant indivisibles, elles divisent d'autres choses en grand nombre. Le Logos divin a discerné et divisé toutes choses. Notre Logos toutes les réalités et les corps qu'il saisit intelligiblement, il les divise en parties indéfiniment indéfinies et ne cesse jamais de diviser (Heres, 234-236) ». D'un autre côté le Logos est aussi lien : « le Logos de l'Être, étant le lien de l'Univers en maintient aussi toutes les parties et les serre pour les empêcher de se défaire et de se désarticuler (Fug., 112) ».
Pour exprimer ce principe de cohésion, Philon, utilise aussi le terme pneuma / πνεῦμα (souffle ou esprit), qu'il trouve tant dans le récit de la Genèse (« L'esprit de Dieu flottait sur les eaux », « les animaux ont le souffle de vie », etc.) que dans les écrits stoïciens. Rappelons que pour ces derniers le pneuma ou souffle est une émanation du Logos créateur, qui maintient ordre et harmonie dans le monde.

#### Logos et Sagesse
Chez Philon la Sagesse est antérieure au Logos, en constituant d'une certaine manière la source : « Moïse appelle Eden la Sagesse de l'Être. De cette Sagesse, comme d'une source, le divin Logos descend à la manière d'un fleuve et il se divise en quatre principes, qui sont les vertus. » (Ps., LXIV).

### La création

#### La création et le monde des idées

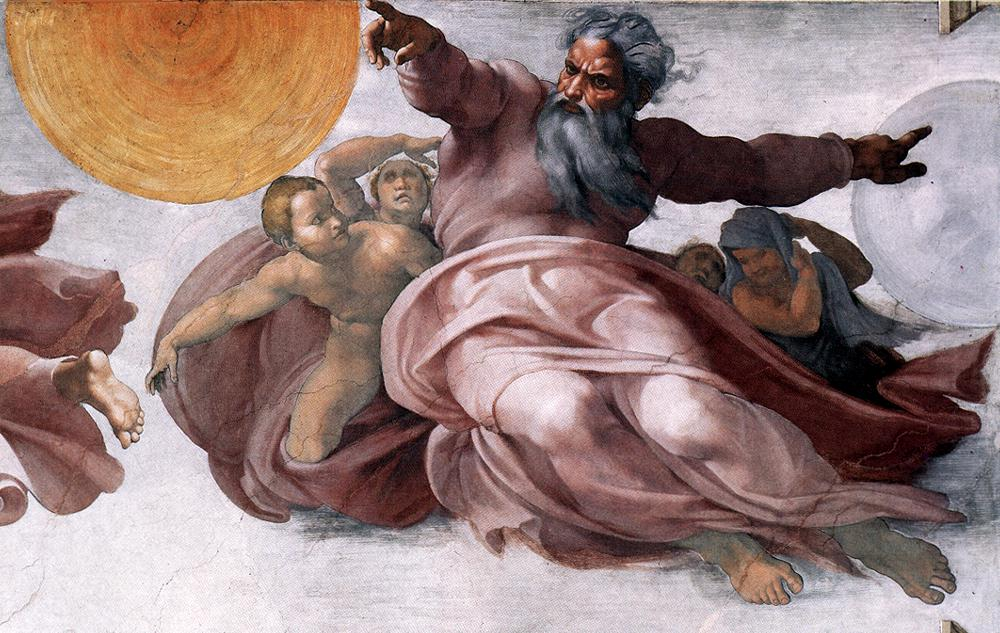
Michel-Ange, « Dieu crée la Terre, la Lune et le Soleil ».

En cohérence avec la conception stoïcienne, Dieu est pour Philon « la cause active de la création ». De même, s'il interprète les versets de la Genèse à l'aide de concepts platoniciens, il n'en reprend pas la démarche. Si le démiurge de Platon crée le cosmos en prenant modèle sur un monde des idées déjà préexistant car éternel et non créé [Timée, 31], le Dieu chez Philon crée d'abord le monde des idées puis le monde. Il s'ensuit, selon Roberto Radice, que Dieu peut vraiment, chez le philosophe d'Alexandrie, être appelé architecte dans la mesure où il crée aussi le plan du monde.

« S'il faut parler en termes clairs, je dirais que le Cosmos noêtos n'est rien d'autre que le Logos de Dieu créant le monde, de même que la ville intelligible, n'est rien d'autre que la pensée de l'architecte méditant la création de la ville (Op., 25). »

Pour Philon, le monde intelligible a été créé le jour un. « Le Créateur a nommé la mesure nécessaire du temps : jour, non premier jour, mais jour unique, appelé ainsi à cause de l'unité du monde intelligible qui a une nature une (Op.,29-31) », puis est venu le monde sensible « Le monde incorporel désormais avait ses frontières constituées dans le Logos divin. Le monde sensible a été mené à son accomplissement sur le modèle de celui-ci (Op., 36) ».

#### L'homme
En Genèse I, 26, Dieu dit : faisons l'homme à notre image et ressemblance, tandis qu'en Genèse II, 7, l'homme est formé à partir de la glaise du sol. Cela amène Philon à insister sur la différence « entre l'homme modelé maintenant et celui qui a été fait auparavant à l'image de Dieu. En effet, celui qui est modelé est sensible, ayant des qualités, composé de corps et d'âme, homme ou femme, mortel par nature. Mais celui qui a été fait à l'image est une idée, un genre, un sceau, intelligible, incorporel, ni homme ni femme, de nature incorruptible (Op.134-135) ».
Cela amène Philon à distinguer deux éléments en l'homme, le corporel et l'intellect. Pour lui, l'intellect est hiérarchiquement au-dessus du corporel et en relation avec le divin, à travers l'image de Dieu, mais cette relation lui demeure cachée : « L'intelligence qui est en chacun de nous est capable de connaître les autres choses, mais elle est incapable de se connaître elle-même (Leg. all., I, 91). » Sur ce même thème, il écrit aussi : « Dieu a inspiré à l'homme sa propre divinité : celle-ci a marqué invisiblement l'âme invisible de ses propres traits, afin que la région terrestre elle-même ne soit pas privée de l'image de Dieu. Et ce modèle était à ce point invisible que l'image elle-même reste soustraite à la vision (Des., 86-87) ».
Comme le fait remarquer Jean Giblet :

« Alors que, pour toute la pensée grecque, « image » se tient du côté du monde sensible et visible, une révolution s'opère soudain. L'image de Dieu dont parle Moïse devient l'expression, par excellence, de la valeur invisible et spirituelle de l'intelligence. C'est que la perspective a changé : l'opposition fondamentale n'est plus entre deux univers, l'un sensible et l'autre intelligible, elle est bien plutôt entre Dieu et le créé. »

### Les puissances divines et les anges

#### Les puissances divines

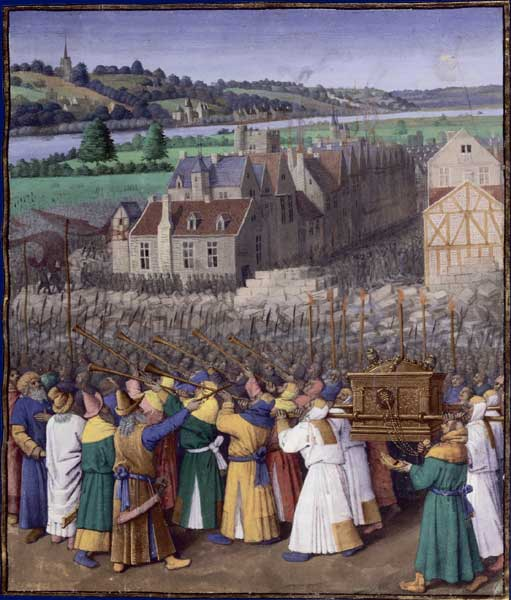
Les murs de Jéricho s'écroulent au septième passage de l'Arche d'Alliance précédée par les sept trompettes.

Les puissances témoignent de l'action de Dieu dans le monde. Dans De posteritate Caïni, il note :

« Il (Dieu) ne peut être connu face à face et par vue directe - car alors on le verrait tel qu'il est - mais il est connu par les puissances qui le suivent et qui l'accompagnent. Celles-ci manifestent non son essence, mais son existence à partir de ses œuvres (166-169). »

Dans son interprétation de l'épisode du Chêne de Mambré, Philon distingue deux puissances : la puissance créatrice appelée Dieu et la puissance gouvernante appelée Seigneur.
Dans le De Fuga au contraire, il énumère cinq puissances divines : la puissance créatrice, la puissance royale, la miséricorde, la puissance qui commande et la puissance qui interdit. Ces cinq puissances sont symbolisées par l'arche de l'alliance :

« Les cinq puissances sont représentées et ont leur image dans les choses saintes : les lois déposées dans l'arche sont l'image de la puissance qui ordonne et de celle qui interdit, le couvercle de l'arche est l'image de la puissance miséricordieuse – on l'appelle propitiatoire –, les chérubins ailés qui se tiennent de chaque côté sont l'image de la puissance créatrice et de la puissance royale (De Fuga, 100). »

Selon Jean Daniélou, la structure en cinq puissances hiérarchisées est une constante chez Philon. L'homme rencontre d'abord la puissance qui interdit, puis celle qui commande, puis la compassion, puis la souveraineté et enfin le créateur : « la connaissance des puissances ou théologie affirmative forme les petits mystères, la connaissance dans la ténèbre ou théologie négative constitue les grands mystères ».
De façon générale, pour Philon, le Logos est supérieur aux puissances, car il participe à la création. Reprenant la symbolique des villes de refuge, il écrit : « La plus ancienne, la plus sûre et la plus excellente, qui n'est pas seulement ville mais métropole, est le divin Logos vers lequel il est utile de se réfugier avant tout. Les cinq autres, comme des colonies, sont les puissances du Légôn / Λέγων auxquelles préside la puissance créatrice selon laquelle le créateur a fait le monde par son Logos / Λόγος (Fug., ., 94-95) ».

#### Anges

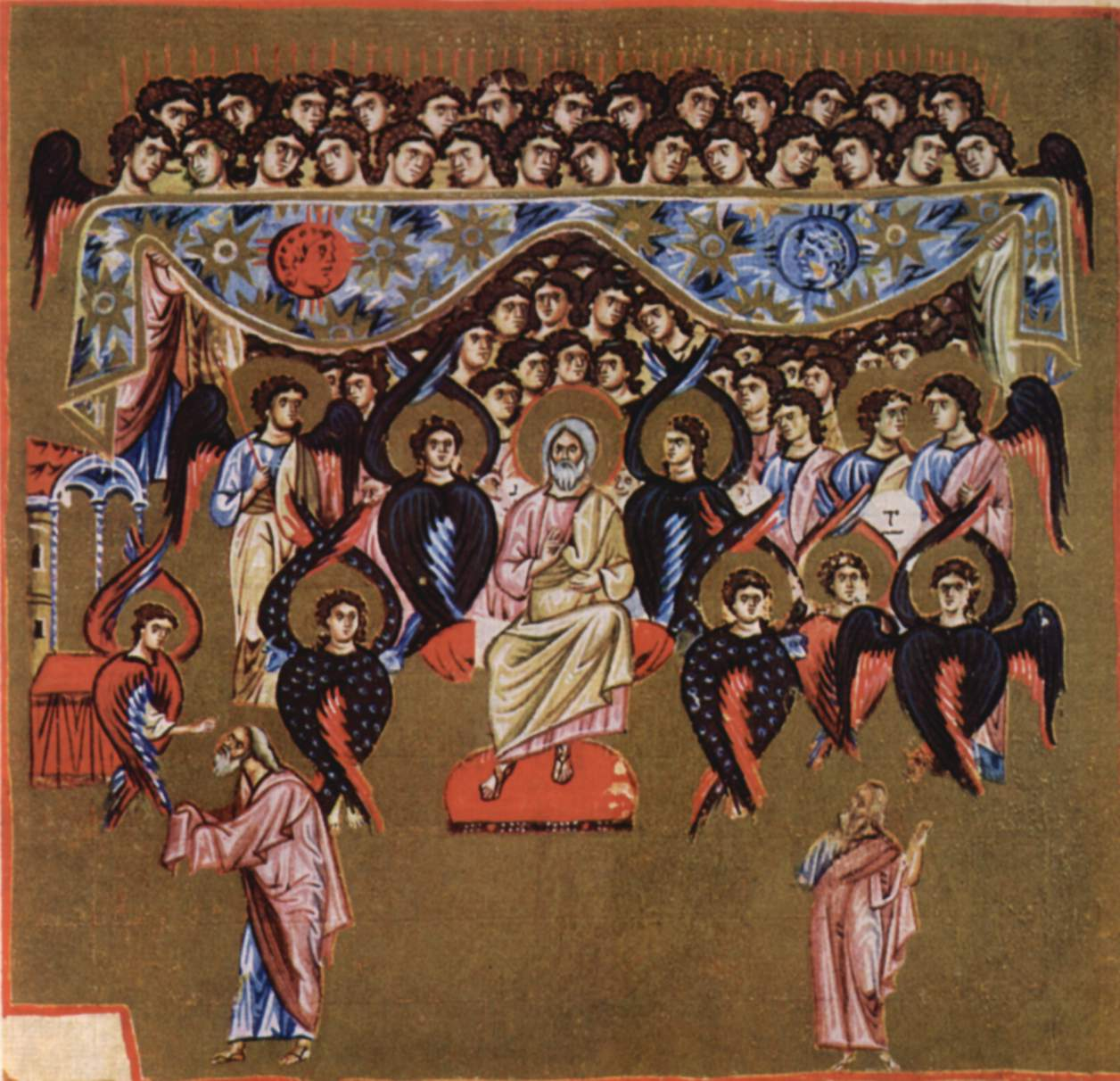
Séraphins à six ailes

Les anges chez Philon peuvent représenter le Logos, comme dans le De cherubim 35, ou symboliser les principaux pouvoirs divins que sont la souveraineté ou la bonté comme dans le De cherubim 27-8. Ils peuvent aussi représenter les pensées et les mots de Dieu comme dans le De confusione Linguarum 28. Les anges peuvent être également considérés comme des daimones, c'est-à-dire des âmes sans corps ou encore comme des héros qui agissent en tant qu'intermédiaires entre Dieu et les hommes. En réalité, « les mauvais anges sont à peu près inconnus » chez Philon, contrairement à la tradition exprimée dans les récits apocalyptiques juifs de l'époque, ce qui serait dû au fait que l'angéologie de Philon est d'inspiration grecque, influencée notamment par Platon.
Philon distingue deux types d'anges : ceux qui ont coopéré à la construction du monde et ceux qui assistent les hommes dans leur ascension vers Dieu, ces derniers pouvant aussi transmettre à Dieu les prières des hommes. Dans les deux cas, les anges sont au service de Dieu :

« Toute l'armée des uns et des autres anges, disposée en rangs bien ordonnés, se présente pour servir et adorer le Seigneur, qui les a disposés et auquel elle obéit comme à un chef d'armée. Il n'est pas permis à la divine armée d'être accusée de désertion. C'est l'affaire du roi de se servir de ses puissances pour s'acquitter des choses qu'il ne convient pas à Dieu de faire seul. Ce n'est pas que Dieu ait besoin de quelqu'un pour faire quoi que ce soit. Mais voyant ce qui convient à Lui et aux êtres, il laisse certaines choses à faire aux puissances inférieures (Conf., 171). »

### Le péché, la grâce et la providence divine

#### Imperfection du monde, le péché et la grâce
Pourquoi Dieu a-t-il créé un monde imparfait ? Chez Aristote, la chose est aisée à expliquer, car Dieu appartient uniquement au monde de la pensée. Pour Philon, qui suit la voie platonicienne, les choses sont plus compliquées. S'inspirant de ce que, chez Platon, le démiurge crée toute chose de façon aussi parfaite qu'il lui est possible, il pense que la nature humaine, créée à l'image de Dieu, ne peut rien faire de bon par elle-même, si Dieu ne lui insuffle pas sa grâce. Philon aurait certes pu introduire, pour expliquer le mal, un principe négatif correspondant à la matière (hè hulè / ἡ ὔλη) chez Platon, mais il s'y refuse, car cela contredirait sa thèse d'un Dieu unique et créateur de l'ensemble du monde.
Pour lui, le mal, l'impiété ou le péché consistent à se croire au même niveau que Dieu, à penser que l'on se possède :

« Il y a deux opinions contraires en opposition l'une avec l'autre : l'une permet tout à l'esprit, comme étant le principe du sentir et du toucher, du mouvoir et du reposer ; l'autre attribue tout à Dieu, puisqu'Il en est l'artisan. Le type de la première attitude est Caïn, dont le nom signifie possession, parce qu'il croit que tout lui appartient ; le type de la seconde est Abel, qui signifie relation à Dieu (De Sacr., 2). »

Pécher c'est donc refuser la grâce divine, c'est vouloir être comme Dieu, comme cela apparaît clairement lorsqu'il distingue trois façons de pécher (De Sacr., 54) :
- Oublier les bienfaits de Dieu et se priver de l'action de la grâce[118].
- Croire par orgueil excessif qu'on est l'auteur de ses réussites[118].
- Affirmer que, même si le bien qui nous arrive vient de Dieu, nous le méritons néanmoins amplement[118].

#### La grâce et l'harmonie du monde
Avoir la grâce c'est s'en remettre à Dieu :

« Ceux qui prétendent que tout ce qu'il y a dans leur pensée, leur sensibilité, leur discours est un don de leur esprit professent une opinion impie et athée et sont comptés dans la race de Caïn, lui qui, n'étant pas même son propre maître, a émis la prétention de posséder toutes les autres choses. Mais ceux qui ne s'attribuent pas tout ce qu'il y a de beau dans la nature, le rapportant aux grâces divines, ceux-là sont vraiment de noble race (De post., 42). »

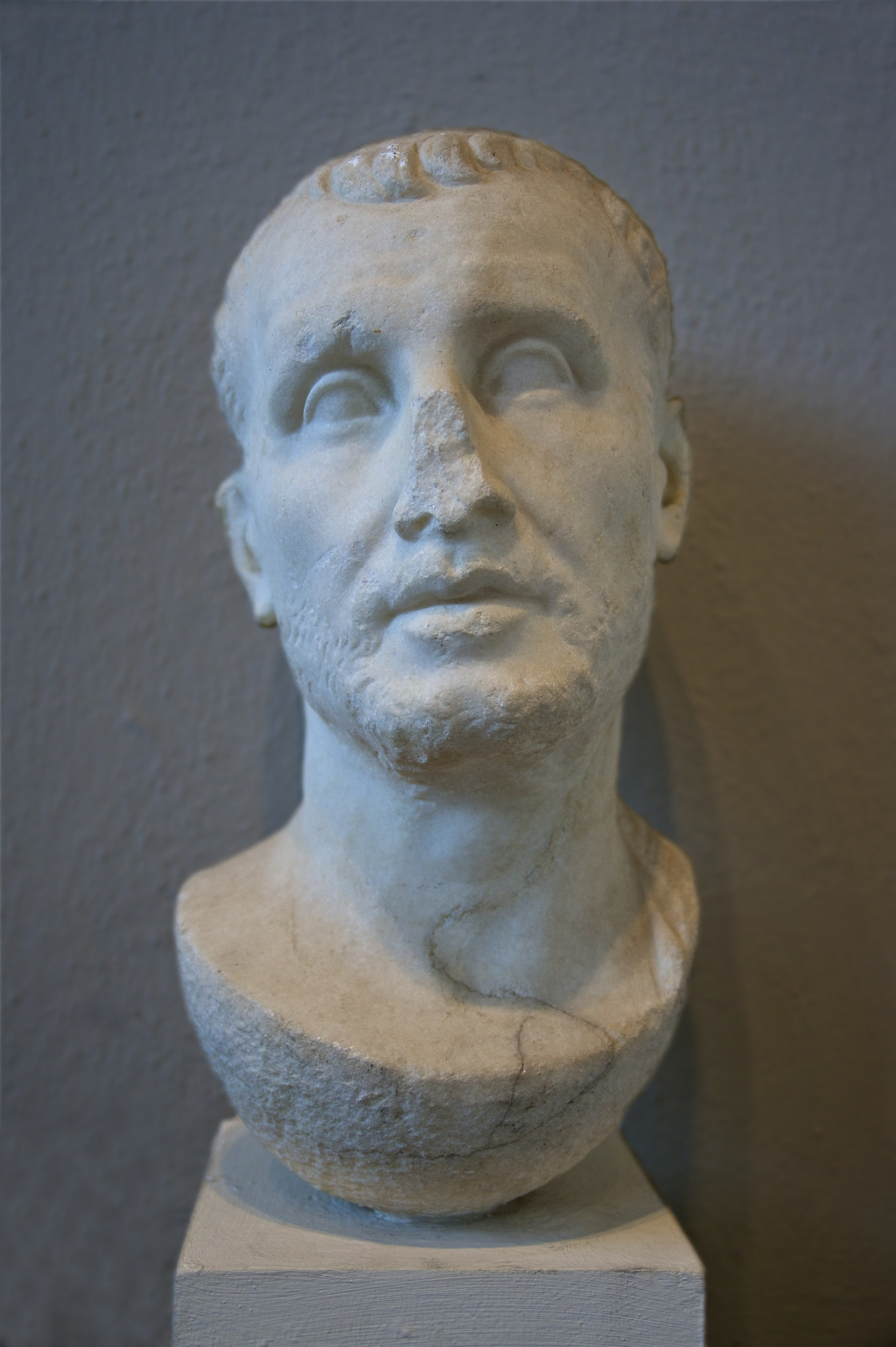
Buste représentant probablement Posidonios, musée archéologique de Rhodes, Grèce.

Avoir la grâce, c'est aussi accepter que le monde appartient à Dieu et non aux hommes : « Aucun mortel n'est en possession durable d'aucun bien. Dieu seul doit être tenu pour maître et seigneur et lui seul peut dire : Tout est à moi (Cher., 83) ». C'est enfin, comme chez Cicéron et Posidonios, des stoïciens, croire en une sympathie universelle, à une nécessité pour les hommes de coopérer : « Dieu a concédé à tous l'usage de toutes les créatures, en ne faisant aucun être particulier parfait, au point de ne pas avoir besoin des autres. Ainsi, désirant obtenir ce dont il a besoin, il va vers eux. Il en est ainsi comme d'une lyre, faite de cordes variées : par leurs échanges et leur mélange, les divers êtres sont conduits à la communion et à l'accord, d'où résulte la perfection de tout l'univers. (Cher., 108-110) ».

#### La Providence divine
Philon insiste dans de nombreux passages sur le fait que Dieu est à la fois le seul et le tout. Selon Roberto Radice, à travers ses écrits, Philon veut insister sur deux points : la supériorité de Dieu et la Providence Divine. Dieu ne réside pas quelque part dans l'univers, mais, comme chez les stoïciens, il est supérieur au cosmos. L'idée de providence divine qui découle de l'absolue transcendance de Dieu est clairement affirmée dans le De opificio 46 : « Dieu guide toute chose suivant sa loi et sa justice, dans quelque direction qu'il désire, sans le besoin de quelque chose d'autre. Car toutes choses sont possibles à Dieu ». Mireille Hadas-Lebel insiste sur le fait que la providence divine ne concerne pas seulement l'ensemble, le tout, mais s'étend aussi aux individus concrets :

« Il conduit le char du monde par les rênes de la Loi et de la Justice, dont le pouvoir est absolu ; sans limiter sa providence aux êtres qui sont plus dignes de lui, il l'étend jusqu'à ceux qui ont moins de lustre (Migr.186). »

### Philon et les modèles de vertu religieuse: Mages, Esséniens et Thérapeutes
Concernant les Mages (les adeptes de Zoroastre) et les gymnosophistes (les sages nus) indiens, Philon écrit dans le Quod omnis probus liber sit (74) : 

« Chez les Perses, c'est la classe des Mages qui scrutent les œuvres de la nature pour en apprendre la vérité et qui, en silence, au moyen de manifestations plus claires que la parole, reçoivent et transmettent la révélation des vertus divines. Chez les Indiens, c'est l'ordre des gymnosophistes, qui non seulement s'adonnent à la physique, mais aussi à la philosophie éthique, au point de transformer leur conduite tout entière en une démonstration de vertu. »

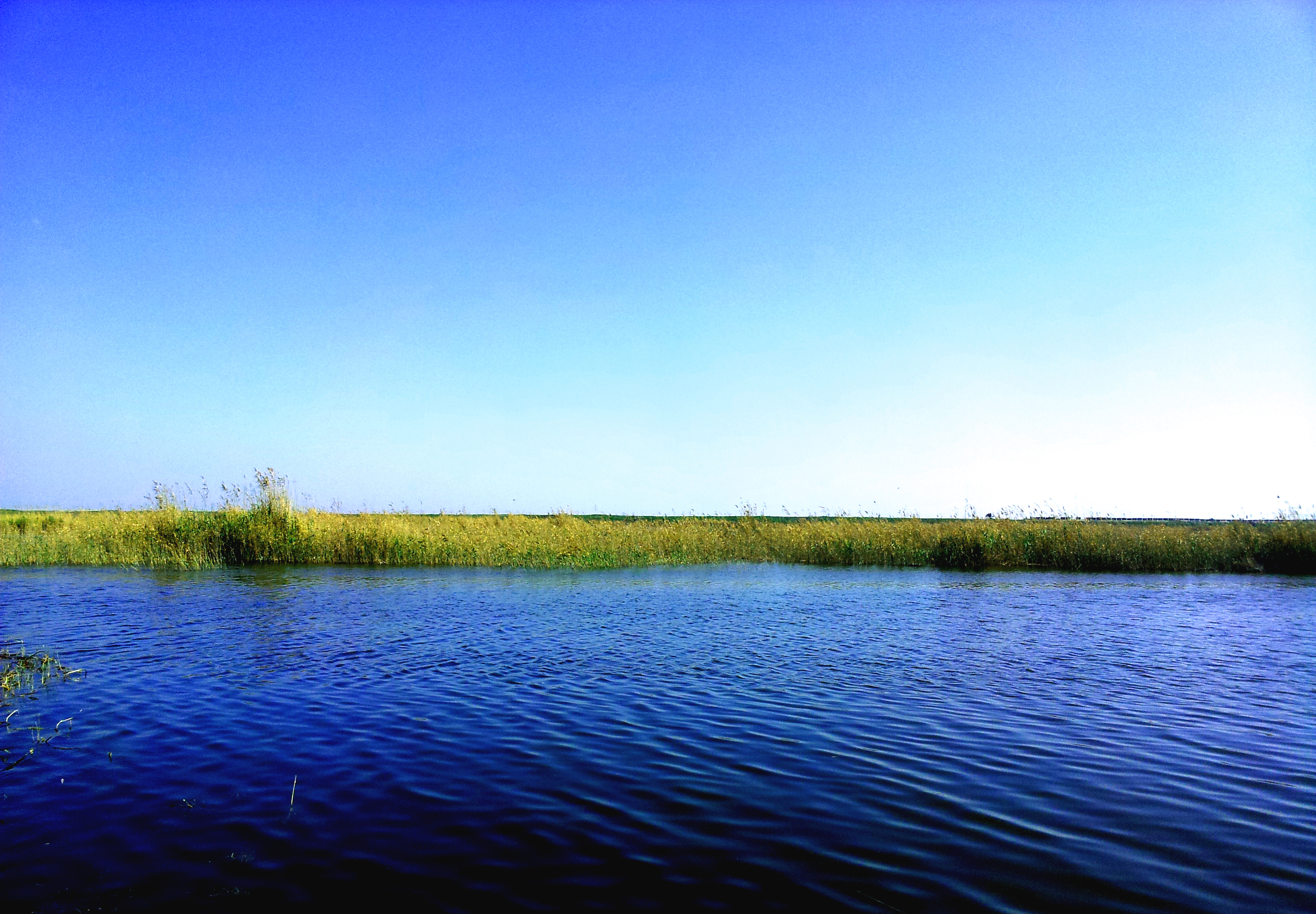
Le lac Maréotis près duquel vivaient les Thérapeutes

Mireille Hadas-Lebel se demande si l'admiration qu'a Philon pour les Gymnosophistes indiens n'est pas une « concession habile à l'air du temps et un détour adroit pour introduire le modèle de vertu le plus indiscutable, celui qu'offriraient les Esséniens ». Philon a laissé « les deux notices les plus anciennes sur la secte essénienne. L'une dans son traité intitulé Quod omnis probus liber sit (§§ 75-91) ; l'autre dans son Apologie des Juifs, un livre aujourd'hui perdu, mais dont Eusèbe de Césarée, dans la Preparatio evangelica (livre VIII, chap. XI), a conservé le passage sur les Esséniens. La date exacte de ces deux notices n'est pas connue ». Selon lui, les Esséniens vivent ensemble en communauté et n'ont pas de propriété individuelle ; ils sont favorables à l'égalité des hommes et opposés à l'esclavage. En philosophie, ils privilégient l'éthique et l'acquisition des vertus. Ils assistent chaque septième jour à la lecture de la Torah, qu'un maître leur commente de façon allégorique.
Les Thérapeutes sont proches des Esséniens, mais plus contemplatifs. Ils quittent le monde après une longue période de vie active et se rendent dans le désert proche d'Alexandrie et du Lac Mariotis. Là, ils se consacrent « à la science et à la contemplation de la nature, selon les saintes prescriptions du prophète Moïse ». Le chiffre 7 semble rythmer leur vie : ils vont à l'office tous les sept jours, ils font un banquet toutes les sept semaines, etc. Durant ce banquet, ils célèbrent leur sortie d'Égypte c'est-à-dire leur exode spirituel. Philon dans le De Vita contemplativa affirme qu'ils sont au service de « l'Être qui est meilleur que le bien, plus pur que l'un, plus primordial que la monade ».

## La philosophie morale et politique de Philon

### Les fondements de l'éthique de Philon
Selon Carlos Lévy, Philon « refuse de fonder son éthique sur le dogme de l'Oïkéiosis / Οίκείωσις ou appropriation », principe fondamental du stoïcisme et plus généralement des doctrines philosophiques des écoles hellénistiques. Plusieurs raisons sont avancées pour expliquer ce rejet. Tout d'abord en tant que Juif et platonicien, il lui est difficile d'accepter que l'éthique ait sa racine dans un instinct commun aux hommes et aux animaux. En effet, bien que les stoïciens mettent l'homme au-dessus de l'animal et le considèrent comme étant le seul à partager avec Dieu le logos, malgré tout, chez eux, l'unité du monde est réalisée par le sentiment d'appropriation qui agit tant dans le monde humain que dans celui des animaux. Or pour Philon, l'âme n'est qu'une étrangère dans le corps, elle ne préside pas à un ajustement naturel - à une appropriation de l'homme par lui-même. La notion de nature ne se réfère pas chez Philon à un instinct, mais possède un sens normatif : elle est l'expression de la volonté divine. L'homme créé est d'abord un pécheur qui ne peut être sauvé sans l'intervention de la transcendance divine. Ce qui importe n'est donc pas l'impulsion donnée par un instinct, mais la proximité par rapport à Dieu, l'homme ayant été créé à l'image de Dieu. La proximité de Dieu avec les hommes se manifeste de deux manières : par le truchemeent de la providence inhérente à la création et par l'effort de l'homme qui, dans la recherche de la rationalité, cherche consciemment à ressembler à Dieu. Il ne s'agit toutefois pas de se mettre à la place de Dieu, mais d'être en parenté spirituelle avec lui. Pour Philon, si tous les hommes peuvent arriver à ce niveau spirituel, seuls les Juifs en tant que peuple le peuvent.

### Nature de l'âme
Tout en décrivant fondamentalement l'âme comme étant dotée d'une partie rationnelle et d'une partie irrationnelle, Philon reprend à Platon la structure tripartite exposée dans le Timée et la République, qui présentent l'âme comme formée de raison (logos), de volonté (thumos / θυμός) et de désir (epithumia / ἐπιθυμία).
Dans Quaestiones in Genesim, il reprend plutôt la division tripartite d'Aristote, qui distingue la partie nutritive (threptikon / θρεπτικόν), la partie sensitive (aisthètikon / αἰσθητικόν) et la partie rationnelle (logikon / λογικόν).

### Les passions

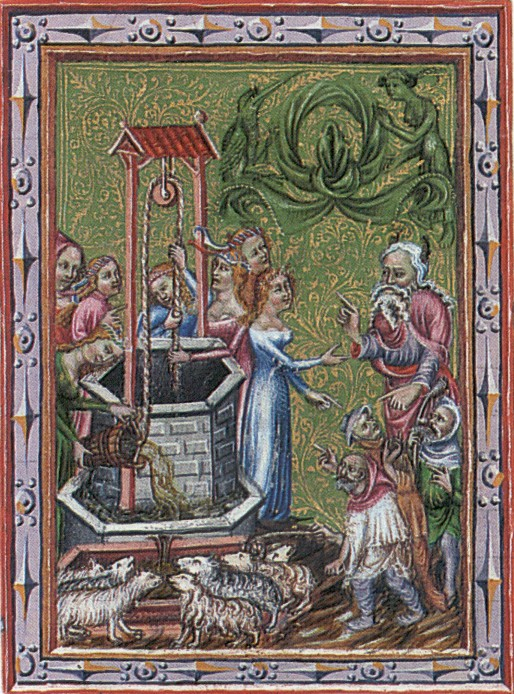
Rencontre d'Abraham - qui désigne un de ses serviteurs - et de Rébecca au puits d'Haran (Bible de Wenceslas, XIVe siècle, Bibliothèque nationale autrichienne)

Le stoïcisme distingue quatre mauvaises passions : « le désir (epithymia / έπιθυμία), la peur (phobos / φόβος), la tristesse (lupê / λύπη), et le plaisir (hêdonê / ἡδονή), et trois bonnes passions (eupatheiai / εὐπάθεια) : la joie (chara / χαρά), la précaution (eulabeia / εὐλάβεια) et le vouloir (boulesis / βούλησις) ». Usuellement, Philon adopte le schéma stoïcien des passions tout en s'en démarquant. Par exemple, chez lui la joie n'est pas, comme dans le stoïcisme, l'inverse du plaisir, mais désigne l'état d'une personne qui a atteint le bien. De même, l'espoir est une « bonne » émotion alors que les stoïciens le considèrent négativement, car il mène aux passions. Pour Philon « les quatre passions des stoïciens sont les quatre pattes du cheval, l'animal qui chez Platon symbolise la partie irrationnelle de l'âme ».
Les êtres humains sont aidés dans leur combat contre les passions par les quatre vertus traditionnelles (prudence, tempérance, courage et justice) auxquelles il ajoute le contrôle de soi (enkrateia /ἐγκράτεια) et l'endurance (karteria / καρτερία). Il vaut mieux ne pas affronter une passion quand elle atteint son apogée. C'est ainsi qu'il juge que Rébecca symbolise la prudence, quand elle enjoint à son fis Jacob de quitter la maison pour échapper à Ésaü. Le sage ne le devient pas par ses propres forces, mais a besoin du secours de la grâce divine. L'apathie n'est pas la conséquence d'une soumission à l'ordre de la nature mais « est fondée sur la croyance qu'il y a une transcendance qui n'est pas soumise aux lois de la nature ». En somme, Philon distingue deux sortes d'apathie : celle qui frise l'indifférence et celle qui vise à l'absence d'excès, à une modération des émotions (metriopatheia / μετριοπάθεια).
Contrairement aux Stoïciens, pour qui l'important est de vivre en harmonie avec soi-même, Philon voit de façon positive la folie d'origine divine, qui est « possession par Dieu de l'âme d'un homme sage ».

### Les vertus
Dans l'exégèse de la Genèse (2:10-14), Philon compare les quatre vertus — prudence (phronésis / φρόνησις), tempérance (sôphrosynê / σωφροσύνη), courage (andreia / ἀνδρεία) et justice (dikaiosynê /δικαιοσύνη) — aux quatre fleuves du paradis. Dans le De specialibus legibus, il ne suit pas la tradition hellénistique : il met en avant les vertus reines que sont pour lui la piété et la sainteté. Viennent ensuite trois vertus suivantes (au sens de suivante ou servante d'une riche personne) : la sagesse, la tempérance et la justice. Si chez Philon comme chez Aristote la vertu n'est jamais une passion forte, mais réside dans une moyenne entre deux extrêmes, Carlos Lévy n'en souligne pas moins que l'adhésion du philosophe d'Alexandrie « à l'éthique aristotélicienne n'est jamais que relative, son absolue adhésion allant vers des éthiques ascétiques et de détachement mystiques ».
Dans le De virtutibus, les deux vertus centrales sont la metanoia / μετάνοια (repentance) et l'eugeneia (noblesse / εὐγένεια). Chez Philon, la metanoia n'est pas une passion malheureuse comme chez les stoïciens, elle est simplement le signe de la finitude humaine, ouvrant à la transcendance. La noblesse ne réside pas comme chez Aristote dans la lignée, la filiation. Est noble seulement ce qui est tempéré et juste. Abraham représente ainsi le modèle de la noblesse, car il a abandonné le polythéisme de ses ancêtres pour la vérité du monothéisme.
Le contrôle de soi-même, d'inspiration stoïcienne, est assimilé à la « science qui veut qu'on n'aille pas au-delà de ce qui est en phase avec la droite raison » constituant une variation sur le thème de la tempérance. La vertu de courage s'inscrit chez lui dans la tradition socratique, qui veut qu'elle soit déterminée non par la rage, mais par la connaissance. La vertu de justice a plusieurs sens : elle est soumission à un idéal religieux, elle est aussi moyenne et enfin, dans une perspective néo-pythagoricienne, elle est principe d'équité. Personne ne peut atteindre à la vertu parfaite, car celle-ci n'appartient qu'à l'Unique, à Dieu. Philon note enfin que si les vertus ont toutes des noms féminins, elles ont « les pouvoirs et l'activité d'un homme mûr ».

### Le mal et le progrès moral
Pour Philon, le mal est constamment présent dans ce monde. C'est ainsi qu'il interprète de façon allégorique le fait que dans le Pentateuque, la mort de Caïn — personnage qui symbolise la présence du mal sur la terre — n'est jamais attestée. Si, chez Philon, le corps est présenté comme le siège des passions, le philosophe ne développe pas, comme le font les versions pessimistes du platonisme, l'idée d'une chute de l'âme dans le corps. S'il n'apprécie pas les Épicuriens, il n'en demeure pas moins qu'il ne faut pas complètement négliger le corps et que le plaisir corporel est nécessaire pour la procréation. Pour lui, le plaisir est nécessaire à la complétude de la créature humaine.
Pour vivre de la façon la moins imparfaite qui soit sur cette terre et progresser vers le bien, trois attitudes sont possibles : celle d'Abraham, caractérisée par l'effort de connaître, celle d'Isaac, qui résulte d'une heureuse nature et celle de Jacob, par le combat contre ce qui, dans la nature humaine, implique les sens et la passion. Comme dans le stoïcisme de Panétios de Rhodes, Philon valorise la personne effectuant un progrès moral (prokoptön / προκόπτων). Le processus comporte trois étapes : une étape d'éducation ; une autre de progrès proprement dit, comparé au travail de l'homme qui plante un arbre ; enfin la perfection vue comme la construction d'une maison. Si Philon n'insiste pas sur le maître, au sens d'éducateur, comme les Stoïciens, la raison en est que pour lui, le seul maître est Dieu et l'important réside dans le face-à-face avec Dieu.

### La politique
Tout comme les stoïciens, Philon soutient que les humains appartiennent à une communauté naturelle (physikê Koinônia / φυσικὴ κοινωνία), dont une des règles fondamentales réside dans la restitution de ce qui a été perdu. En conséquence, il existe entre les humains une amitié qui doit amener à refuser l'esclavage, comme le font les Esséniens, et à combattre le crime. Pareillement, ils doivent faire œuvre de philanthropie. D'une certaine façon, selon Carlos Lévy, Philon répond ici aux Grecs qui accusaient les juifs de misanthropie. Comme K. Berthelot l'a montré, alors que pour les stoïciens le centre de la vie sociale des êtres humains réside dans l'amour des parents pour les enfants, pour Philon, qui suit les dix commandements, ce centre réside dans l'amour des enfants pour leurs parents.

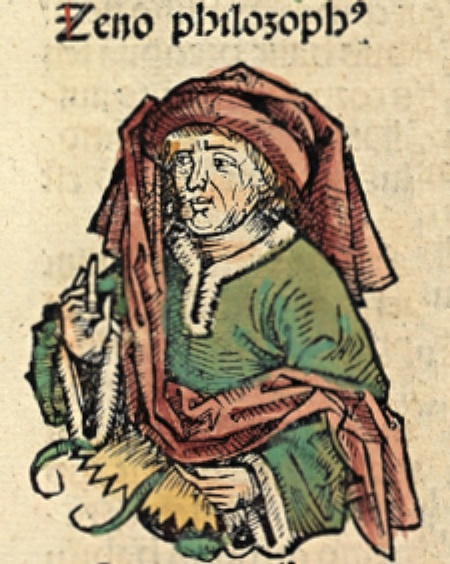
Zénon de Cition en universitaire médiéval dans la Chronique de Nuremberg

À la suite des stoïciens, Philon estime qu'il existe une loi de la nature (nomos physeos / νόμος φύσεως) qui, pour reprendre Zénon de Kition, « commande de faire ce qui est juste et interdit les actions contraires à la justice (SVF I.162) ». Moïse, qui est le modèle de l'homme politique sage, n'est pas seulement un législateur, mais aussi l'incarnation de la loi (nomos empsychos / νόμος ἔμψυχος). De même que la loi de la nature, les lois reçues de Dieu prescrivent ce qui est bon et interdisent ce qui est mal. Pour Cicéron, la loi naturelle n'est valable que pour les personnes vertueuses, les autres ayant besoin de lois moins parfaites et plus aptes à contenir les passions. De manière assez semblable, pour Philon, la communauté naturelle est divisée en nations, du fait de la dispersion géographique des hommes et des passions de l'âme humaine, ce qui rend impossible la cohabitation pacifique des nations et fait du monde une cité virtuelle. Les hommes politiques, que symbolise Joseph, doivent donc faire des « ajouts », des « additions » au régime naturel pour permettre aux hommes de vivre imparfaitement ensemble. Il existe donc chez Philon une profonde méfiance envers le monde politique, comme le note Carlos Lévy : « l'ambivalence du personnage Joseph montre que, pour Philon, l'immersion dans le monde de la politique, même si elle ne conduit pas nécessairement à la perversité, fait constamment courir un tel risque ».
Philon considère la démocratie comme le « plus policé et le plus excellent des régimes » (Spec.IV, 237), car il est fondé sur l'égalité, principe qui régit l'univers : « Car tout ce qui laisse à désirer ici-bas est l'œuvre de l'inégalité, et tout ce qui répond à un ordre adéquat est l'œuvre de l'égalité : celle-ci se définit, au niveau de la réalité universelle, comme stricte harmonie cosmique, au niveau des cités, comme démocratie » (Spec.IV, 237). Il tient les Thérapeutes en haute estime, car ils rejettent l'esclavage.
Philon sait aussi que la démocratie est fragile, toujours menacée qu'elle est par l'excès de liberté et la faiblesse des dirigeants, débouchant sur l'ochlocratie. Il écrit à cet égard :

« Le bon (régime), c'est celui qui adopte comme constitution la démocratie, respectueuse de l'égalité et dont les magistrats sont la Loi et la Justice, - une telle cité est un hymne à la gloire de Dieu. Le mauvais, c'est celui qui avilit la bonne cité, comme les fausses pièces ou celles qui n'ont pas l'aloi déprécient la monnaie : c'est le gouvernement de la foule (ochlocratie), qui prend pour idéal l'inégalité et qui laisse libre cours à l'oppression de l'injustice et de l'anarchie (Confus.108). »

Il ne mentionne pas la monarchie, bien que les textes qu'il commente lui en laissent le loisir. Il trouve important que Moïse ait insisté sur le choix des dirigeants par le peuple. Le dirigeant (archon / ἄρχων), selon Philon, doit s'entourer des gens les plus sages, les plus capables, dotés du sens de la justice et de piété. Ce choix doit prendre en considération les questions les plus importantes, soit celles qui ont trait à l'égalité et à la justice. En réalité, le gouvernement d'une démocratie, tel que l'entend Philon, ressemble fort à ce que Platon nomme l'aristocratie ou gouvernement des meilleurs. Il note, concernant le chef ou le dirigeant :

« ce qui lui est propre, ce sont de sages desseins, bien exécutés ; on aime à le voir prodiguer généreusement ses richesses, réservant seulement ce que la prévoyance lui ordonne de ménager, pour parer aux coups incertains du sort. »

### La rétribution des justes
Pour Philon « Le prix de l'intelligence, c'est l'intelligence elle-même, et la justice, comme chacune des autres vertus est sa propre récompense » (Spec. II, 259). Selon Mireille Hadas-Lebel, cette position était déjà celle de Platon, d'Aristote, des stoïciens et même des rabbins de l'époque, lesquels enseignaient, comme Antigone de Sokho vivant au premier siècle avant J.-C. que « La bonne action était à elle-même sa propre récompense, comme la mauvaise était en elle-même son propre châtiment » (Abot I, 3).
Philon n'utilise pas le mythe d'Er platonicien pour introduire à l'idée du paradis et de l'enfer, comme le feront les chrétiens. Il n'est pas non plus sensible à l'idée de la résurrection des morts, qui se développe alors parmi les pharisiens. Cette attitude tient au fait que pour lui l'homme est composé d'un corps et d'une âme et qu'à la mort de l'être humain, « l'âme qui est intelligente et céleste parvient jusqu'à l'éther le plus pur, comme vers son père » (Her.280). Il existe selon lui deux types d'âme. La première est celle qui se tourne vers Dieu de façon désintéressée : c'est l'âme des justes, qui va rejoindre, comme celles des patriarches, le peuple de Dieu. C'est ainsi qu'il interprète la phrase « il fut ajouté à son peuple, » que l'on trouve dans la Bible dans les passages portant sur la mort des patriarches en Genèse 25.8, 35.29 et 49.33. Pour les âmes ordinaires, non désintéressées, la récompense tient au fait de laisser « après soi une maison riche par la qualité et le nombre des enfants » (Praem.110). Si l'idée de conversion est présente, notamment celle de « ceux qui auront méprisé les saintes lois de justice et de piété », elle n'est pas liée à un messie, mais à Dieu lui-même.
Les hommes vertueux sont d'abord un bienfait pour ceux qui les entourent :

« Aussi, quand il m'arrive de voir ou d'entendre dire que l'un d'eux est mort, suis-je bien triste et bien accablé, et c'est moins sur eux que sur les vivants que je pleure ; pour eux, en effet, suivant une loi de la nature, le terme nécessaire est arrivé, cependant ils ont eu une vie glorieuse et une mort glorieuse, mais ceux qui se trouvent privés de la forte et puissante main dont l'appui les gardait sains et saufs, s'apercevront très vite, une fois abandonnés à eux-mêmes, des maux qui leur sont propres, à moins que, pour eux de nouveau, la nature ne fasse renaître d'autres hommes vertueux à la place des précédents. (Sacrif.,124-125). »

## Influence de la philosophie grecque sur Philon

### Présentation de l'œuvre philosophique de Philon
Philon était éclectique en matière philosophique, empruntant à presque toutes les écoles. Même s'il doit beaucoup à Platon et à Aristote, il attribue l'invention de la philosophie à Moïse, qui aurait par la suite communiqué sa sagesse aux Grecs, notamment par l'intermédiaire de Pythagore, lequel aurait été en contact avec des disciples du prophète lors de ses pérégrinations dans le bassin méditerranéen.
Toutefois, dans son œuvre philosophique, Philon se réfère peu à la Bible ou à l'enseignement juif. Selon Royse, ses écrits témoignent des dons mais aussi d'un certain éclectisme de Philon, dans la mesure où ils se présentent tantôt sous la forme de thèse, de diatribe ou de dialogue. Ces textes sont ceux qui ont le plus souffert de la traversée des âges. En effet, comme ils intéressaient moins les érudits, moines et chercheurs chrétiens, leur conservation a été un peu négligée.
En raison de cet éclectisme, les ouvrages dits « philosophiques » sont parfois considérés comme des compilations formant « une masse d'extraits passablement grossiers et juxtaposés d'une manière purement mécanique »,. Mireille Hadas-Lebel rappelle que les ouvrages dont nous disposons ne sont bien souvent que des fragments des œuvres originales, se demandant si la critique n'a pas été « injustement sévère envers une œuvre qui a le mérite de bien refléter la culture philosophique d'une époque, non moins que les écrits philosophiques de Cicéron, lesquels rencontrent plus d'indulgence ».
| Traités                       | Idées développées |
| ----------------------------- | --- |
| * Quod omnis probus liber sit | Livre centré sur l'idée stoïcienne que la liberté est d'abord intérieure. |
| * De aeternitae mundi         | Pendant longtemps, un doute a plané sur l'authenticité de ce livre. Aujourd'hui les spécialistes le considèrent comme un ouvrage de Philon, même s'il semble que la seconde partie de l'ouvrage original soit perdue.                                 |
| * De providentia              | Le concept de Divine providence apparaît d'abord chez les Stoïciens et Chrysippe de Soles. Il est repris à peu près à la même époque que Philon par Sénèque. Le concept est critiqué par les aristotéliciens, les épicuriens et la Nouvelle Académie. |
| * De animalibus               | Ce livre soutient, à la suite des stoïciens et contre la Nouvelle Académie, que les êtres humains ont une position à part dans le monde, car ils sont les seuls avec Dieu à posséder un Logos ou une raison.                                          |

### Influence de Platon et de Pythagore sur Philon

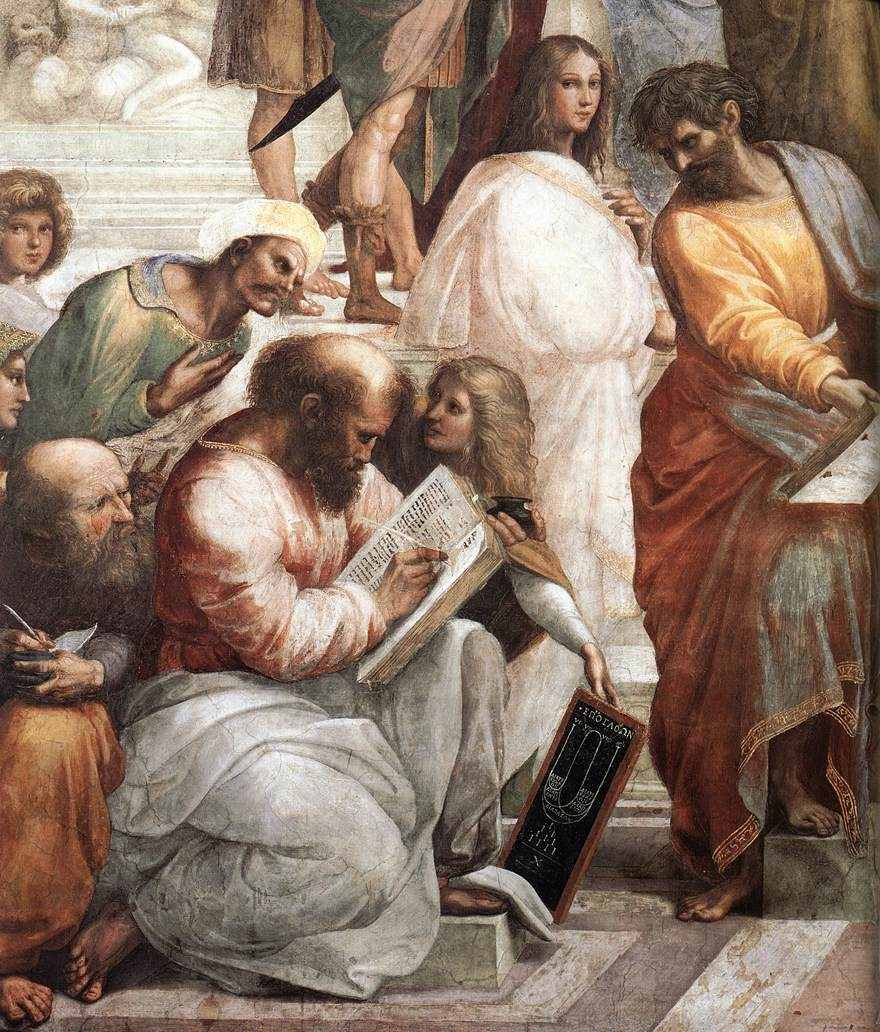
Pythagore, détail de l'École d'Athènes de Raphaël, 1509.

Jérôme de Stridon a remarqué très tôt l'influence de la pensée de Platon sur Philon. Le Timée imprègne ses commentaires sur la Genèse du De Opificio Mundi et du Legum Allegoriae. Chez Philon comme chez Platon, un Dieu bienveillant, appelé artisan chez Platon et architecte chez Philon, a créé le monde. En fait, il a d'abord créé le monde intelligible, le plan de l'architecte, antérieur au monde matériel. De même, comme chez Platon, l'architecte n'est pas responsable des failles de l'homme réel et du mal qui est en lui, car ce n'est pas lui, mais ses aides qui ont créé l'homme sensible.
Il reprend aussi à Platon la théorie des Idées, qui constitue une part essentielle de sa métaphysique. Comme chez Platon, le corps est pour lui le tombeau ou la prison de l'âme.
Dès l'antiquité, Eusèbe de Césarée et Clément d'Alexandrie ont souligné combien Philon avait été influencé par le pythagorisme. Au demeurant, être platonicien et pythagoricien n'est pas antinomique dans la mesure où le porte-parole de Platon dans le Timée est un pythagoricien. Le Médio-platonisme et le Néopythagorisme, qui se développent à peu près à la même époque, présentent des caractéristiques semblables. Chez Philon, les nombres « régissent les lois du monde physique » et sont le point de départ d'une meilleure compréhension du monde. Le Un, la monade de Pythagore, constitue « l'essence du divin ». Le deux renvoie à la féminité, à un mode divisé. Le trois est un chiffre masculin. Le six (2x3) est « le monde parfait qui correspond à la création ». Le quatre est le nombre parfait puisque 2x2 et 2+2 font quatre. Le sept est le chiffre préféré de Philon : si, selon les pythagoriciens, il correspond à Athéna la vierge sans mère, pour Philon, il représente Dieu lui-même. Le sept régit aussi la vie et le cosmos. Le huit présente la beauté. Philon ne s'attarde guère sur le neuf. En ce qui concerne le dix, il estime que « les vertus mathématiques de la décade sont infinies ».
Dans le De posteritate Caini il attribue à Noé le nombre 10, parce qu’il est de la dixième génération de l’humanité « génération supérieure aux générations précédentes […], mais encore inférieure à la décade [générationnelle] suivante, qui part de Sem, le fils qui combat par le bien agir l’égarement de l’âme paternelle, pour aboutir à Abraham, modèle de sagesse sublime ».

### Influence d'Aristote sur Philon
Philon reprend à Aristote sa théorie de la causalité ainsi que sa conception de la vertu comme moyen terme entre des extrêmes, position qu'il expose dans son traité Quod Deus immutabilis sit.
En règle générale, toutefois, Philon s'oppose à Aristote, notamment sur la création du monde. Pour lui, comme pour Platon et les stoïciens, le monde a été créé, alors que pour Aristote, le monde est éternel. Or, dans le Traité sur l'éternité du monde, il semble dire l'inverse. Cela a mené les experts à considérer pendant longtemps ce texte comme n'étant pas de Philon. Pourtant des études philologiques et stylistiques ont confirmé l'authenticité du texte. De nos jours, les chercheurs ont tendance à penser que le texte est incomplet et se résume à l'exposé des thèses aristotéliciennes, alors que la partie où il aborderait une position plus platonicienne aurait disparu.

### Influence du stoïcisme sur Philon
Il serait difficile de déterminer si Philon emprunte davantage au platonisme ou au stoïcisme, tant ce dernier courant imprègne sa pensée.
Mireille Hadas-Lebel voit une influence stoïcienne dans le De Opificio, car la création y est envisagée comme dépendant à la fois d'un principe passif, la matière, et d'un principe actif, Dieu, considéré comme le véritable créateur. Est également stoïcienne la façon de voir l'univers comme une mégalopolis gouvernée par la Providence, telle qu'elle est développée notamment dans le De Providentia. De même, est profondément stoïcien le lien entre la Providence, le logos qui imprègne l'univers et la raison des hommes. Comme chez les stoïciens, la Cité est gouvernée par des êtres dotés de raison (hommes et femmes) pour la partie morale et politique et par les astres pour la partie physique. Tout comme chez les stoïciens également, Philon soutient dans le De Animalibus que l'univers a été créé pour les humains, tandis que les animaux, qui n'ont ni mains, ni langage, ni raison sont considérés comme inférieurs à l'homme.
L'apport du stoïcisme imprègne également le domaine moral, comme le montre le Quod omnis probus liber sit, où Philon développe l'idée selon laquelle c'est le contrôle exercé sur les quatre passions (chagrin, crainte, désir, plaisir) qui conduit à la sagesse et à la liberté. Ainsi, comme pour les stoïciens, « la vertu s'identifie à la raison, au logos qui pénètre l'univers ». Comme pour Zénon, « la sagesse consiste à vivre selon la vertu ». Selon Mireille Hadas-Lebel, si Philon promeut une vertu austère, qui fustige le luxe et les plaisirs sexuels, et s'il exalte « la simplicité, la frugalité et la maîtrise de soi », c'est aussi parce que son tempérament le pousse dans cette voie.
Philon reprend aussi au stoïcisme la septuple division des fonctions corporelles (les cinq sens, le langage et la fonction reproductive) et la quadruple classification de la nature (matière inorganique, monde végétal, animaux, raison).
En même temps, il s'oppose dans l'ensemble au matérialisme des stoïciens. Sur le plan éthique, il rejette l'idée que l'homme serait le maître de son destin et le capitaine de son âme, comme le proclame notamment Horace. Pour lui, en effet, il est blasphématoire de voir en soi plutôt qu'en Dieu la source de quelque faculté ou vertu que ce soit.

## Influence de Philon

### Influence durant la période de la rédaction des Évangiles

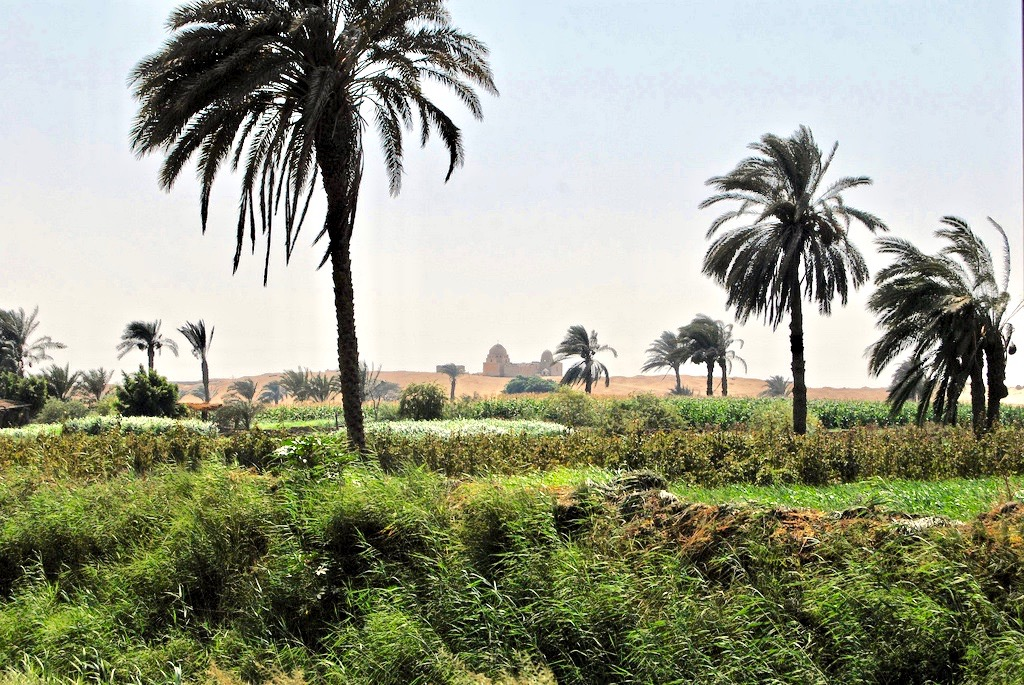
Vue de l'oasis de Fayum Oasis en 2008

Philon a vécu approximativement à l'époque de Jésus. S'il peut avoir entendu parler de Ponce Pilate, les débuts du christianisme lui sont toutefois complètement inconnus. Au demeurant, on ne sait pratiquement rien sur le développement du christianisme à Alexandrie avant la fin du deuxième siècle, même si le plus ancien fragment de l'Évangile selon Jean (papyrus P52), daté de 125 environ, a été retrouvé dans l'Oasis du Fayoum en Égypte. Deux thèses ont été avancées pour expliquer le silence des sources sur ces premiers chrétiens : l'une en fait des gnostiques oubliés parce que hétérodoxes ; l'autre propose qu'eux et juifs confondus furent tués lors de la guerre de Kitos en 115-117 et que le christianisme alexandrin s'est reconstruit postérieurement sur d'autres bases.
Folker Siegert croit percevoir une influence indirecte de Philon sur l'Épître aux Hébreux et sur l'Évangile de Jean rédigé à Éphèse, où résidait Apollos, un juif d'Alexandrie qui a participé à la création de la communauté chrétienne locale. Ce dernier, qui a résidé aussi à Corinthe, a peut-être également eu quelque influence sur l'Épître aux Corinthiens. On a relevé aussi des points communs entre l'Évangile de Luc, d'inspiration paulinienne, et la pensée de Philon. Pour Mireille Hadas-Lebel, comme pour Siegert, l'influence n'est pas directe, mais résulterait de l'imprégnation par la diaspora hellénophone d'idées proches de celles de Philon. Si la notion de Logos, de verbe de Dieu, que l'on trouve chez Philon, est bien présente dans l'évangile de Jean, la notion d'incarnation sur laquelle elle débouche lui est complètement étrangère. De même, aucun rapprochement n'est possible entre les évangiles et Philon en matière de christologie.

### Philon et les Pères de l'Église
Clément d'Alexandrie, le premier Père de l'Église à faire un usage intensif de l'œuvre de Philon, s'est inspiré du commentaire de Philon sur le passage de la Bible concernant Sarah et Agar. Origène, qui a résidé à Alexandrie avant d'aller à Césarée, possédait des livres de Philon, dont il fait un usage assez intense, car des études ont montré que son œuvre ne compte pas moins de trois cents références directes, indirectes ou d'imprégnation au philosophe d'Alexandrie. À Césarée, l’œuvre de Philon sera étudiée par Eusèbe de Césarée, qui considère les Thérapeutes comme des chrétiens convertis par l'Apôtre Marc. Ce récit marquera l'Antiquité tardive et le Moyen Âge, qui considèreront cette communauté comme étant à l'origine du monachisme. Au IVe siècle, l'œuvre de Philon marque Grégoire de Nysse et Basile de Césarée.
Si l'on se tourne vers l'Église chrétienne d'Occident, Philon marque profondément la pensée d'Ambroise de Milan, qui s'y réfère plus de 600 fois. À la suite d'Ambroise, Augustin d'Hippone, imprégné de la pensée de Philon, utilise son œuvre pour interpréter la Genèse. Son livre La Cité de Dieu, marqué par l'opposition entre la cité des hommes et celle de Dieu, porte en son sein les grandes paires bibliques opposées : Abel-Cain, Sarah-Hagar, Israël-Ismaël, qu'il reprend dans « le grand style allégorique de Philon ». Saint Jérôme fait de Philon, de Sénèque et de Flavius Josèphe les trois non chrétiens célèbres de son livre De Viris Illustribus.
Selon David T. Runia (en), l'acceptation de Philon dans la tradition chrétienne tiendrait principalement à trois raisons. Tout d'abord, en tant que contemporain de Jésus, il portait témoignage de la période tout en fournissant des informations sur le peuple juif. Accessoirement, cela permettait de montrer que les Écritures comportent des éléments qu'on retrouve plus tard dans la philosophie grecque, ce qui permet de donner au christianisme une antériorité. Ensuite, Philon leur fournit en grec une exégèse des cinq premiers livres de la Bible, dont vont s'inspirer les pères de l'Église, notamment Ambroise de Milan. Enfin, le fait que Philon mêle Écriture et philosophie grecque était très attirant. Pour Runia, Philon a particulièrement marqué le christianisme du point de vue de « l'ontologie et de la transcendance épistémologique de Dieu, exprimée par-dessus tout dans la théologie négative, la figure du Logos quasi indépendante mais non séparée de Dieu, la création du cosmos et de l'être humain comme image de Dieu, le progrès de l'âme vertueuse et sa route vers la perfection spirituelle et le repos en Dieu ».

### Philon et la tradition rabbinique

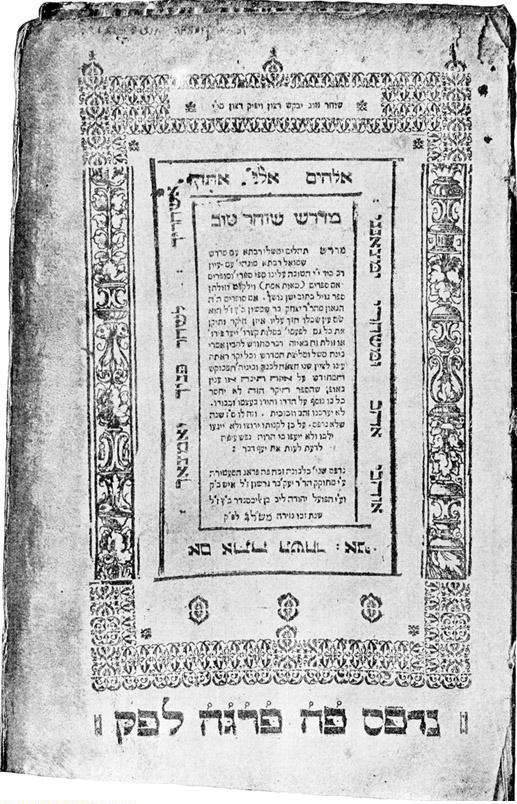
Page de titre d'une édition du Midrash Tehilim (Prague, 1613).

Le monde juif a redécouvert Philon au XVIe siècle avec Azaria di Rossi. Si ce dernier témoigne d'une certaine admiration pour Philon le philosophe, il a cependant une attitude très ambivalente. Il reproche à Philon son ignorance de l'hébreu et de l'araméen (ignorance aujourd'hui contestée par la Jewish Encyclopedia) ainsi que « sa croyance dans l'éternité de la matière, son allégorisation des Écritures, et ses déviations vis-à-vis de la Halakha ». D'une façon générale, Azaria considère Philon comme « un sage du monde non-juif ». Pour David T. Runia, deux raisons principales expliqueraient cette attitude : l'influence que Philon a exercée sur les Pères de l'Église, tels Clément d'Alexandrie ou Origène ; et l'usage qu'il fait de la Septante, un livre abandonné par les juifs à partir du IIe siècle. Il faut rappeler que les écrits rabbiniques ne citent d'habitude pas les auteurs juifs qui écrivent en grec, tel Philon, car ils tiennent pour peu crédible un travail exégétique qui ne part pas des écrits originaux. Toutefois, même si Philon n'est pas mentionné dans les écrits rabbiniques, des auteurs, tel qu'Azaria di Rossi lui-même, ont noté des affinités entre les interprétations midrashiques de la création par Hoshaiah Rabbah et « la conception du logos comme l'instrument de Dieu dans la création » chez Philon. Deux points peuvent être ici notés : si sa pensée du logos est assez proche de la création du monde par émanations (sefirot) de la Kabbale, elle se distingue de celle de la tradition rabbinique, pour qui Dieu ne crée pas le monde à partir d'un plan élaboré dans son esprit et grâce à son verbe, mais à partir du plan exposé dans la Torah comme un produit de l'esprit divin.
Pour David Winston, Philon pense véritablement que les traditions juive et philosophico-mystique « étaient réellement en accord mutuel ». Il est également possible d'affirmer que Philon utilise l'instrument de la théologie classique juive, le midrash, pour interpréter les Écritures. Mais, au lieu de partir de la tradition midrashique — dont les experts s'interrogent sur la connaissance qu'il pouvait en avoir — Philon utilise cette technique de façon à interpréter la Torah à travers le prisme de la philosophie grecque, notamment du platonisme et du stoïcisme. Or, selon P. S. Alexander, « le Midrash est autant un moyen d'imposer des idées aux Écritures que d'en dériver des idées ». Cela mène Philon soit à s'éloigner de la tradition rabbinique, soit à introduire dans le corpus grec des éléments rabbiniques. Par exemple, croire comme lui que l'on peut connaître l'existence de Dieu, mais non pas sa pensée, ne se trouve pas dans la tradition rabbinique.
La notion de loi naturelle, profondément ancrée dans la tradition stoïcienne, amène Philon à penser que la loi juive est une des expressions de la loi naturelle. Or, la tradition rabbinique ne s'engage jamais dans une philosophie systématique de la loi juive (Halakha) et encore moins dans une comparaison avec la loi naturelle. En ce qui concerne précisément la Halakha, pour Philon les dix commandements constituent la matrice dont dérivent les autres lois. Au contraire, dans la Halakha des rabbins, les dix commandements n'ont aucun statut particulier, la principale césure passant entre les 365 lois de commandements négatifs et les 248 positifs. Notons ici que la tradition juive est postérieure de deux siècles environ aux écrits de Philon et que nous ignorons tout de la façon dont la communauté juive interprétait alors la Halakha.
En ce qui a trait à la notion de repentir ou de repentance, il est assez clair que Philon introduit, dans la philosophie occidentale, une idée qui était étrangère tant aux stoïciens qu'à Aristote. Pour lui, par la repentance, « la vieille vie répréhensible est évacuée et disparaît » (Abr.19). Toutefois, alors que dans la tradition religieuse juive la repentance est instantanée, chez lui c'est une chose lente qui n'est pas sans lien avec l'examen de conscience des néo-pythagoriciens, qui sera repris par les stoïciens romains.
Pour Maren Niehoff, l'étude de la biographie de Philon permet de mieux comprendre l'évolution du judaïsme de la Période du Second Temple au Judaïsme rabbinique. Elle considère Philon comme le représentant de chefs de la communauté juive d'alors qui, se méfiant des mouvements apocalyptiques, travaillaient en coopération avec Rome. À l'inverse de Rabbi Akiva, ils se situaient à l'intérieur de la culture romaine et non pas en opposition avec elle.

### Philon et le tournantXVIesiècle/XVIIesiècleen France

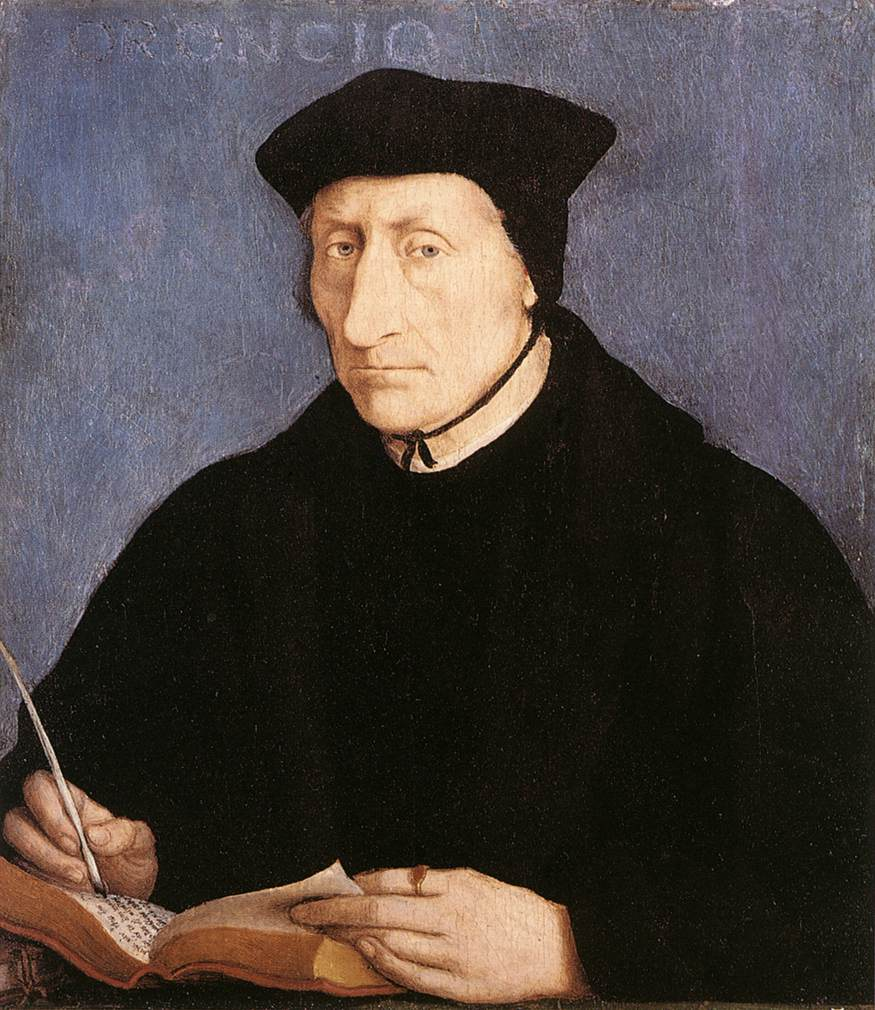
Guillaume Budé, un des traducteurs de Philon, par Jean Clouet

C'est en France que la première édition grecque de quelques parties de l'œuvre de Philon est publiée par Adrien Turnèbe en 1553. Fédéric Morel en donne en 1616 une édition complétée de quelques ouvrages inédits, qui manquaient à Turnèbe. Les traductions sont de Guillaume Budé, Sigismund Gelenius, et de l'éditeur.
David Hœschel ayant publié à son tour divers traités inédits, sept savants imprimeurs français (Sébastien et Gabriel Cramoisy, Denis Moreau, Claude Sonnius, Jean Branchu, Denis Thierry et Denis Bechet) donnent en 1640 une édition « complète », rééditée, ou contrefaite en 1691 à Wittemberg intitulée : Filônos ioudaiou suggrammata / / Φίλωνος Ἰουδαίου συγγράμματα, Lutetiae Parisiorum, Cum Regis privilegio, Compagnie des Libraires, Paris, 1640.
À l'époque où Philon d'Alexandrie est traduit en latin puis en français, la France connaît une littérature assez abondante sur la question de savoir ce qu'est sa souveraineté et ce qu'est un roi. Si Guillaume Budé, un de ses traducteurs, écrit en 1516 De l'institution du prince, où le roi, qui n'est soumis ni aux lois et ni aux ordonnances de son royaume, est un dispensateur de Justice, c'est un autre théoricien de la souveraineté, Cardin Lebret qui cite Philon dans les premières pages de son livre De la souveraineté du Roy.

« M'estant proposé de représenter en cet Ouvrage en quoi consiste la souveraineté du Roy: il me semble que je ne le puis commencer plus à propos que par la description de la Roïauté. Il serait mal-aisé d'en rapporter une plus accomplie que celle que nous donne Philon Juif en ses Livres de la vie de Moïse, quand il dit qu'elle est une suprême & perpétuelle puissance déférée à un seul, qui lui donne le droit de commander absolument, & qui n'a pour but que le repos & l'utilité publique. »

Dans quel cadre se situe cette citation ? En fait, pour Cardin Lebret comme pour les protestants, il est besoin d'un gouvernement souverain et actif, parce que l'humanité a sombré dans le péché. La France, qui sort alors des guerres de religion et va bientôt connaître la Fronde, est pour lui un pays où le péché et le désordre sont particulièrement prégnants. Mais les rois français ont gagné par leur dévotion la faveur divine, ce qui a donné les moyens à Dieu d'intervenir directement dans les affaires françaises. De sorte que, pour lui, la France peut être considérée comme le royaume établi par Dieu.

## Œuvre de Philon

### La transmission de l'œuvre

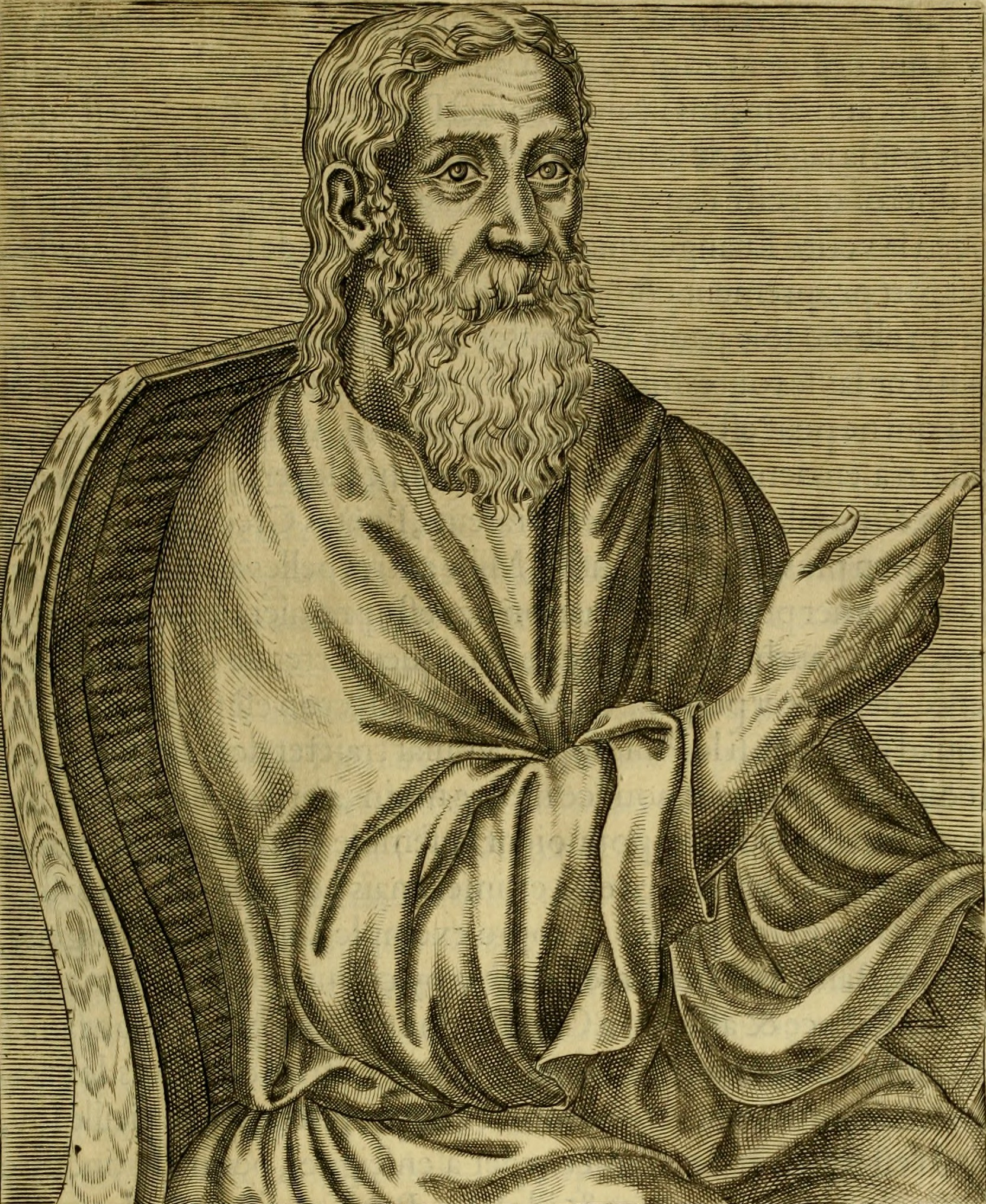
Origène a étudié avec Clément d'Alexandrie. Les deux connaissent l'œuvre de Philon.

La culture juive d'Alexandrie est fortement ébranlée vers 115-117, lors de ce qui a été nommé la Guerre de Kitos. Les écrits de Philon passent en partie entre les mains des chrétiens, qui le considèrent un peu comme un des leurs. Clément d'Alexandrie et Origène sont familiers de l'œuvre de Philon, de même qu'en Occident, Ambroise de Milan. Les ouvrages actuels de Philon nous ont été transmis soit par des manuscrits grecs du Xe au XIVe siècle, soit par des ouvrages latins de la fin du XIVe siècle, soit par des papyrus découverts en 1891, soit encore par des livres provenant d'Arménie, où son œuvre était encore enseignée au début du XIXe siècle.

### Œuvres de Philon d'Alexandrie traduites en français
À partir de 1961, les Éditions du Cerf publient la collection Œuvres de Philon d'Alexandrie, bilingue, dirigée par Roger Arnaldez, Jean Pouilloux et Claude Montdésert :
- De opificio mundi, volume 1, 1961, 260 p. De la fabrication du monde. Le concept de Création. Interprétation dualiste de Platon. Sur Genèse, I.
- Legum allegoriae, volume 2, 1962, 320 p. Allégories des Lois. Sur Genèse II et III.
- De cherubim, volume 3, 1963, 84 p. Des chérubins. Sur Genèse III, 24 - IV, 2.
- De sacrifiis Abelis et Caini, volume 4, 1966, 212 p. Les sacrifices d'Abel et de Caïn. Sur Genèse IV, 2-4.
- Quod deterius potiori insidiari soleat, volume 5, 1965, 128 p. Le mal s'en prend volontiers au bien. Sur Genèse IV, 8-15.
- De posteritate Caini, volume 6, 1972, 160 p. De la postérité de Caïn. Sur Genèse IV, 16-22.
- De gigantibus, volume 7, 1963, 156 p. Des géants. Sur Genèse VI.
- Quod Deus sit immutabilis, vol. 8. Que Dieu est sans changement. Sur Genèse VI, 4-12.
- De agricultura, volume 9, 1976, 104 p.  (ISBN 2-204-03723-0). De la culture de la terre. Sur Genèse IX, 20-21.
- De plantatione, volume 10, 1963, 112 p.,  (ISBN 2-204-03724-9). De la plantation.
- De ebrietate. De sobrietate, volumes 11 et 12, 1952, 164 p. De l'ivresse. De la sobriété. Sur Genèse IX, 21-27.
- De confusione linguarum, volume 13, 1963, 192 p. De la confusion des langues. Sur Genèse XI, 1-9.
- De migratione Abrahami, volume 14, 1965, 248 p. De la migration d'Abraham. Sur Genèse XII, 1-4.
- Quis rerum divinarum heres sit, volume 15, 1966, 348 p. L'héritier des biens divins. Sur Genèse XV, 1-18.
- De congressu eruditionis, volume 16, 1967, 272 p. Du commerce de l'âme avec les connaissances préparatoires. Sur Genèse, XVI, 1-6.
- De fuga et inventione, volume 17, 1970, 332 p. Fuir et découvrir. Sur Genèse XVI, 6-14.
- De mutatione nominum, volume 18, 1964, 164 p. Du changement des noms. Sur Genèse XVII, 1-22.
- De somniis, volume 19, 1962, 248 p.  (ISBN 2-204-03732-X). Des rêves. Sur Jacob et Joseph, Genèse XXVIII, 10-18 et XXXVII, XL, XLI[n 12].
- De Abrahamo, volume 20, 1966, 140 p. D'Abraham. Sur Abraham comme « loi vivante ».
- De Iosepho, volume 21, 1964, 156 p. De Joseph. Sur Joseph comme « loi vivante ».
- De vita Mosis, volume 22, 1967, 324 p. De la vie de Moïse. Sur Moïse comme loi vivante.
- De Decalogo, volume 23, 1965, 168 p. Du Décalogue. Sur la Loi, en général.
- De specialibus legibus, volumes 24 (livres I, II) et 25 (livres III, IV), 1975 et 1970, 400 et 368 p. Des lois spéciales. La législation de Moïse.
- De virtutibus, volume 26, 1962, 164 p. Des vertus.
- De praemiis et poenis. De exsecrationibus, vol. 27, 1961, 132 p.,  (ISBN 2-204-03740-0). Des récompenses et des peines. Des malédictions.
- Quod omnis probus liber sit, volume 28, 1974, 272 p. Que tout homme bon est libre. Quelques pages sur les Esséniens.
- De vita contemplativa, volume 29, 1963, 152 p. De la vie contemplative. Sur la secte des Thérapeutes.
- De aeternitate mundi, volume 30, 1969, 180 p.,  (ISBN 2-204-03743-5). De l'éternité du monde.
- In Flaccum, volume 31, 1967, 196 p. Contre Flaccus. Contre le gouverneur Flaccus, qui avait favorisé un soulèvement populaire contre les juifs d'Alexandrie.
- Legatio ad Caium, volume 32, 1972, 432 p. Sur l'ambassade auprès de Caligula en 39-40.
- Quaestiones et solutiones in Genesim et in Exodum, volume 33, 1978, 316 p. Fragments grecs.
- Quaestiones et solutiones in Genesim I-II, volume 34a, 1979, 336 p. Questions et réponses sur Genèse I et II. Version arménienne.
- Quaestiones et solutiones in Genesim III-IV-V-VI, volume 34b, 1984, 552 p. Version arménienne.
- Quaestiones et solutiones in Exodum I et II, volume 34c, 1992,  (ISBN 2-204-04312-5). Questions et réponses sur Exode I et II. Version arménienne, fragments grecs.
- Quaestiones in Genesim III-VI, vol. 34, 1984,  (ISBN 2-204-02228-4).
- De Providentia, volume 35, 1973, 376 p. De la Providence.
- Alexander (De animalibus), volume 36, 1988, 228 p. Alexandre ou l'âme des bêtes.
- Hypothetica, volume 37.

-
- Apologia pro judaeis. Apologie en faveur des juifs. Notice sur les Esséniens, dans La Préparation Évangélique d'Eusèbe de Césarée.
- Traité de la monarchie divine, traduit par R. M. Guastalla et Georges Blin dans la revue Mesures, a. 1939, n. 4, p. 55-77.

### Texte original et traduction anglaise
Édition par F. H. Colson et G. H. Whitaker, 12 volumes, Loeb Classical Library. 1929.
- Vol. 1 : De Opificio Mundi ; Legum Allegoria, Harvard University Press, 1981 (1929) (lire en ligne)
- Vol. 2 : De Cherubim, De Sacrificiis Abelis et Caini, Quod Deterius potiori insidiari solet, De Posteritate Caini, De Gigantibus (lire en ligne)
- Vol. 3 : Quod Deus immutabilis sit, De Agricultura, De Plantatione, De Ebrietate, De Sobrietate (lire en ligne)
- Vol. 4 : De Confusione linguarum, De Migratione Abrahami, De Congressu quaerendae eruditionis gratia (lire en ligne)
- Vol. 5 : De fuga et inventione, De mutatione nominum, De somniis (lire en ligne)
- Vol. 6 : De Abrahamo, De Josepho, De Vita Mosis (lire en ligne)
- Vol. 7 : De Deacalogo, De specialibus legibus (lire en ligne)
- Vol. 8 : De Specialibus Legibus (IV), De Virtutibus, De Praemiis et poenis (lire en ligne)
- Vol. 9 : Quod Omnis Probus liber sit, De Vita contemplativa, De Aeternitate mundi, In Flaccum, Apologia pro Iudaeis, De Providentia (lire en ligne)
- Vol. 10 : De Legatione ad Gaium (lire en ligne)
- Vol. 11 Supplement 1 : Questions and answers on Genesis. Translated from the ancient Armenian version of the original Greek (lire en ligne)
- Vol. 12 Supplement 2 : Questions and answers on Exodus. Translated from the ancient Armenian version of the original Greek (lire en ligne)